# Nederlands kenteken
Een Nederlands kenteken is een identificatiemiddel voor een Nederlands motorvoertuig. Het kenteken is opgebouwd uit:
- een kentekenbewijs, vanaf 2014 als een plastic kaart, daarvoor een papieren bewijs bestaande uit twee of drie delen;
- een kentekenplaat: nummerplaat ter identificatie die op het motorvoertuig wordt bevestigd.

Het kentekenbewijs bevat een kentekennummer in combinatie met voertuiggegevens, persoonsgegevens en het chassisnummer.

## Geschiedenis

### Eerste kentekens
In 1898 introduceerde Nederland als derde land ter wereld een nationale kentekenplaat, na Frankrijk in 1893 en Duitsland in 1896, (toen nog rijvergunning). De eerste twee kentekens waren 1 en 2, ze werden op 26 april 1898 afgegeven aan de broers W.A. van Dam en J. van Dam uit Groningen. Het gekkengetal 11 werd overgeslagen. Op 8 augustus 1899 waren er reeds 168 platen uitgegeven. Dit systeem werd op 15 januari 1906 afgeschaft. Het laatst uitgegeven nummer was het nummer 2065.

### Provinciale kentekens

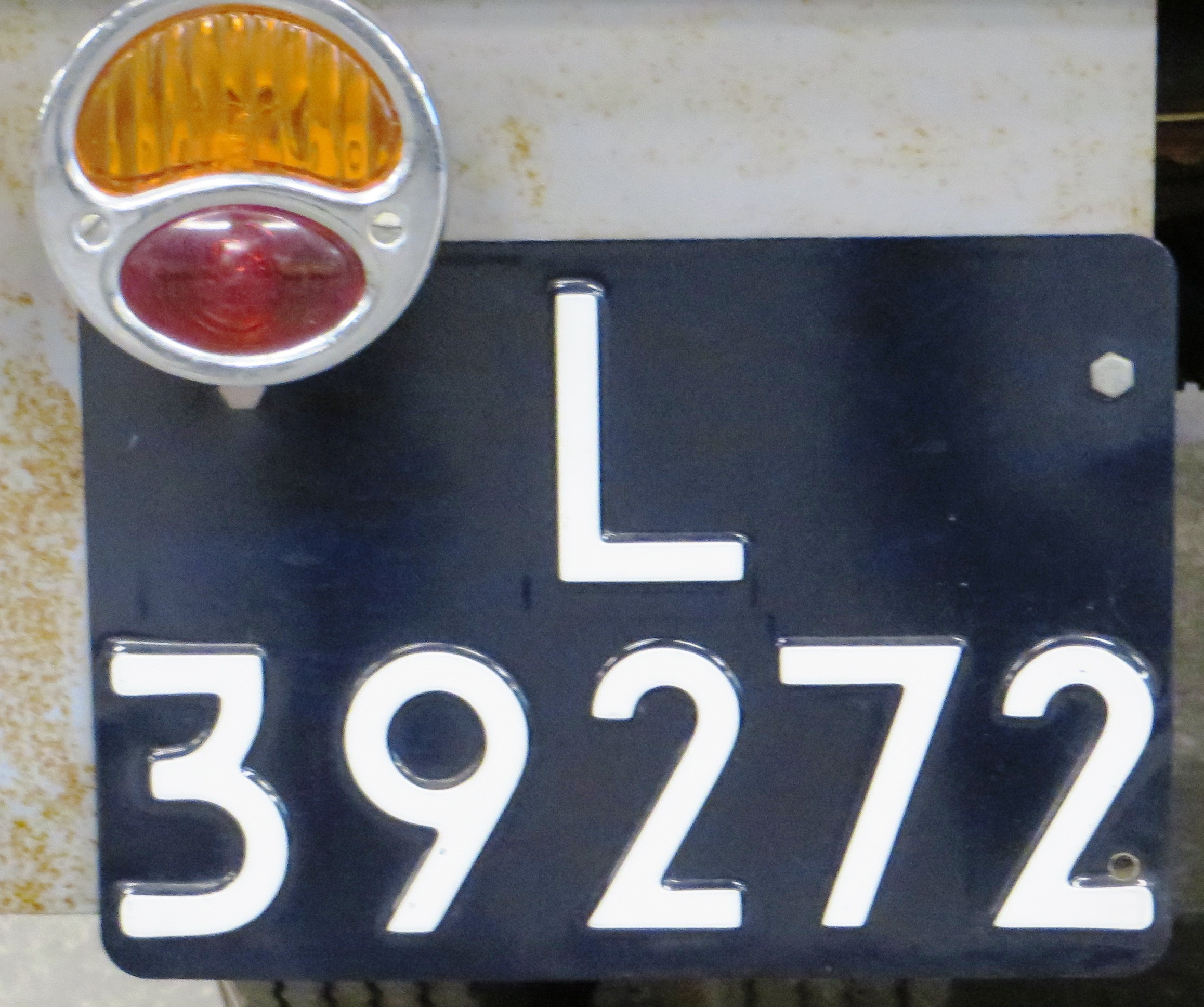
Provinciaal kenteken uit Utrecht

In 1906 werd een nieuw systeem in het leven geroepen waarbij de chauffeur een rijbewijs en een nummerbewijs in zijn bezit diende te hebben. Deze nummerbewijzen werden per provincie uitgegeven, waardoor elk nummer begon met een of twee letters om de provincie mee aan te duiden.
Het nummerbewijs was persoonsgebonden en gekoppeld aan de eigenaar van de auto, zoals tot heden in België. Bij vervanging van de auto behield men het kenteken. Ze werden voor het leven verstrekt.
De gebruikte codes waren als volgt:
- A: Groningen
- B: Friesland
- D: Drenthe
- E: Overijssel
- G, GZ, GX: Noord-Holland
- H, HZ, HX: Zuid-Holland
- K: Zeeland
- L: Utrecht
- M: Gelderland
- N: Noord-Brabant
- P: Limburg
- R: Departementen

Na de letter(s) kwamen maximaal vijf cijfers. In Noord- en Zuid-Holland was dat onvoldoende en daarom werd na de provincieletter een Z en later een X toegevoegd. De hoogste cijfercombinatie was 99191 in Noord-Brabant, daar kwam men dus nog net niet aan de tweede letter toe.
In 1956 zijn de laatste provinciale kentekens vervangen.

### Landelijke kentekens met kentekencombinaties
Toen het motorverkeer steeds vaker de grenzen van de provincie overschreed, ontstond de behoefte aan een landelijke, centraal toegankelijke kentekenadministratie, hetgeen leidde tot de oprichting van de Rijksdienst voor het Wegverkeer (RDW).
In 1951 werd het provinciale kentekensysteem vervangen door een systeem waarin, na uitgebreid onderzoek, werd gekozen voor de combinatie van twee letters of twee cijfers in drie groepen, omdat die het gemakkelijkst te onthouden waren. Zo'n combinatie wordt een kentekencombinatie, ook wel sidecode, genoemd. Kentekens werden nu ook niet meer door de provincie uitgegeven maar landelijk door de RDW.

## Kentekencombinaties
| Serie | Invoering   | Combinatie | Achtergrond   | Tekens | Bijzonderheden                                                                               | Eerste kenteken                        |
| ----- | ----------- | ---------- | ------------- | ------ | -------------------------------------------------------------------------------------------- | -------------------------------------- |
| 1     | 1951        | XX-99-99   | donkerblauw   | wit    | tweede letter toont type voertuig aan                                                        | ND-00-01                               |
| 2     | 1965        | 99-99-XX   | donkerblauw   | wit    |                                                                                              | 10-20-EF                               |
| 3     | 1973        | 99-XX-99   | donkerblauw   | wit    |                                                                                              | 10-EF-20                               |
| 4     | 1978        | XX-99-XX   | geel          | zwart  | specifieke letters voor bepaalde voertuigen                                                  | DB-01-BB                               |
| 5     | 1991        | XX-XX-99   | geel          | zwart  | K en Y worden niet meer gebruikt                                                             | DB-BB-01                               |
| 6     | 1999        | 99-XX-XX   | geel          | zwart  | K wordt weer gebruikt m.u.v. beginletter                                                     | 01-BB-DB                               |
| 7     | 2004        | 99-XXX-9   | geel          | zwart  | cijfercombinatie 00 weer in gebruik                                                          | 01-GBB-1                               |
| 8     | 2013        | 9-XXX-99   | geel          | zwart  |                                                                                              | 1-KBB-00                               |
| 9     | 2015        | XX-999-X   | geel          | zwart  |                                                                                              | GB-001-B, BB-001-B                     |
| 10    | 2008 / 2019 | X-999-XX   | geel          | zwart  | snorfietsen en auto's (vanaf 19 augustus 2019)                                               | D-001-BB, F-001-BB, G-001-BB           |
| 10    | 2008        | X-999-XX   | geel          | zwart  | bromfietsen en lichte bedrijfswagens, sinds 19 augustus 2019 ook voor auto's.                | D-001-BB, F-001-BB, V-001-BB, G-001-BB |
| 11    | 2015        | XXX-99-X   | blauw         | wit    | snorfietsen                                                                                  | DBB-01-B, FBB-01-B                     |
| 11    | 2015        | XXX-99-X   | geel          | zwart  | bromfietsen, brommobielen en kleine bedrijfswagens                                           | DBB-01-B, FBB-01-B, VBB-01-B, GBB-01-B |
| 11    | 2024        | XXX-99-X   | geel          | zwart  | personenvoertuigen (sinds 4-6-2024)                                                          | GBB-01-B                               |
| 12    | 2021        | X-99-XXX   | geel          | zwart  | landbouwvoertuigen (en bedrijfswagens vanaf 8-1-2024, bijzondere bromfietsen vanaf 1-7-2025) | T-01-BBB, V-01-BBB, E-01-BBD           |
| 13    | 2016        | 9-XX-999   | geel of groen | zwart  | grensverkeer en handelaarskentekens                                                          | -                                      |
| 14    | 2019        | 999-XX-9   | geel          | zwart  |                                                                                              | -                                      |

#### Kentekencombinatie 1

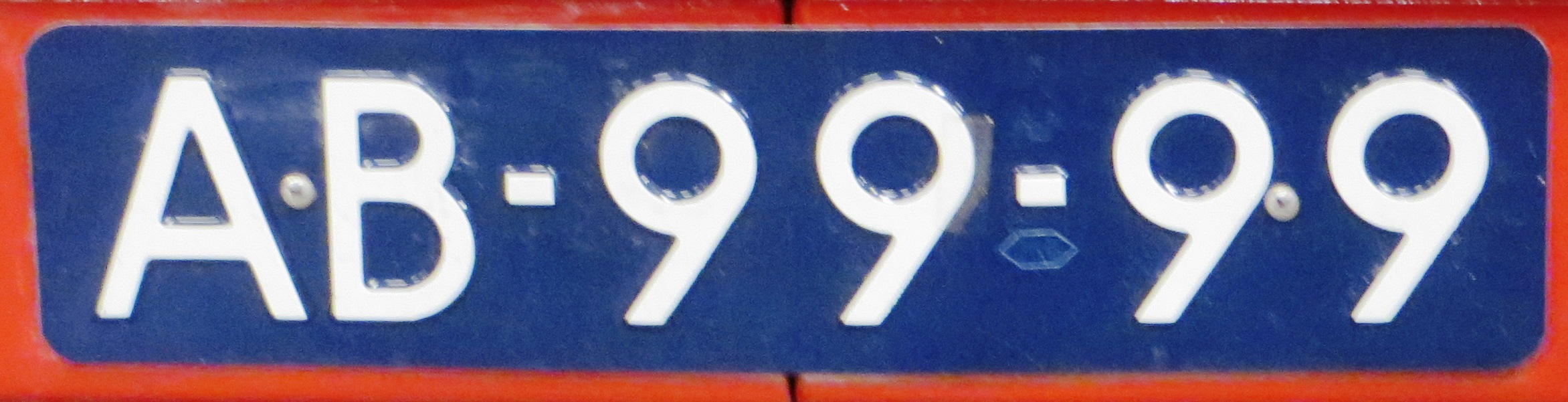

Kentekencombinatie 1 was het eerste type kentekencombinatie dat werd uitgegeven. Kentekens bestonden uit twee letters, gevolgd door een streepje, twee cijfers, een streepje en weer twee cijfers (XX-99-99). Deze nummerborden waren donkerblauw met witte tekst.
In deze kentekencombinatie kan aan de tweede letter in het kenteken worden opgemaakt om wat voor type voertuig het gaat, zoals in onderstaande tabel:
| Type voertuig                        | Tweede letter | Tweede letter | Tweede letter | Tweede letter | Tweede letter | Tweede letter | Tweede letter | Tweede letter | Tweede letter | Tweede letter | Tweede letter | Tweede letter | Tweede letter | Tweede letter | Tweede letter | Tweede letter | Tweede letter | Tweede letter | Tweede letter | Tweede letter |
| ------------------------------------ | ------------- | ------------- | ------------- | ------------- | ------------- | ------------- | ------------- | ------------- | ------------- | ------------- | ------------- | ------------- | ------------- | ------------- | ------------- | ------------- | ------------- | ------------- | ------------- | ------------- |
| bedrijfswagen/bus ("grijs kenteken") | A             |               |               |               | F             |               |               | J             |               |               | N             |               |               | S             |               |               | V             |               |               |               |
| idem, meer dan 2,20m breed           |               | B             |               |               |               |               |               |               |               |               |               |               |               |               |               |               |               |               |               |               |
| personenauto                         |               |               | D             |               |               | G             |               |               | K             |               |               | P             |               |               | T             |               |               | X             |               |               |
| motorrijwiel                         |               |               |               | E             |               |               | H             |               |               | L             |               |               | R             |               |               | U             |               |               | Z             |               |

Bij het uitgeven begon men niet bij de A, maar bij de letter N. Het eerst uitgegeven kenteken voor een personenauto was dan ook ND-00-01 (uitgegeven aan een Taunus 10M). De letters C, I, O, Q, W en Y werden niet gebruikt in kentekens. Evenmin werden de combinaties SA, SD en SS gebruikt in verband met mogelijk ongewenste herinneringen aan de Tweede Wereldoorlog. Ten slotte waren er nog enkele combinaties die buiten de RDW vielen, waaronder AA voor het Koninklijk Huis en nummerborden die met K of L beginnen (Defensie) (zie tabel verderop).
Men kreeg bij uitgifte van kentekens niet de mogelijkheid om zelf een combinatie te kiezen. De kentekens werden op volgorde uitgegeven. Bij verlies van het kentekenbewijs en import van tweedehands wagens uit het buitenland kreeg men een ander kenteken toegewezen, dat waren in de begintijd onder andere combinaties die met "DD" en "JT" begonnen. Omdat er levendige handel was in opgeknapte schadeauto's uit Duitsland kreeg de lettercombinatie DD in de volksmond de bijnaam 'Duitse Deuk'.
Door de toenemende welvaart werden er echter veel meer personenauto's verkocht dan was voorzien bij het ontwerpen van dit kentekensysteem. Nadat de beginletter Z werd bereikt, ging men verder met de A, totdat de letter M werd bereikt. Daarna, in 1963 werd besloten om de voor motorrijwielen en bedrijfsauto's gereserveerde kentekens ook voor personenauto's te gebruiken, en wel in omgekeerde volgorde: van M tot E. De letter B bleef gereserveerd voor bedrijfswagens (het onderscheid in breedte kwam te vervallen). De letter M werd als tweede letter in gebruik genomen.
Toen de letter E werd bereikt, werd een nieuwe kentekencombinatie in gebruik genomen.

#### Kentekencombinatie 2

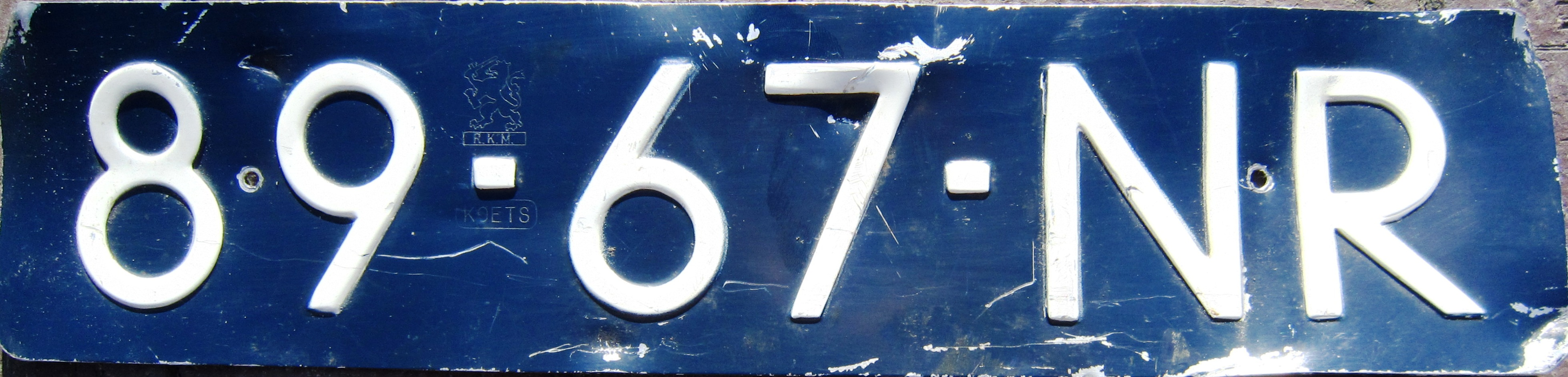

In 1965 werd, hoewel de kentekenreeks nog niet volledig was uitgeput, overgestapt op een (voor velen) logischer systeem. De letters werden toen achter de cijfers gezet en er werd met de letter A begonnen, waarna werd doorgeletterd (behoudens uitzonderingen). Het eerste kenteken uit die serie was 00-01-AD.

#### Kentekencombinatie 3

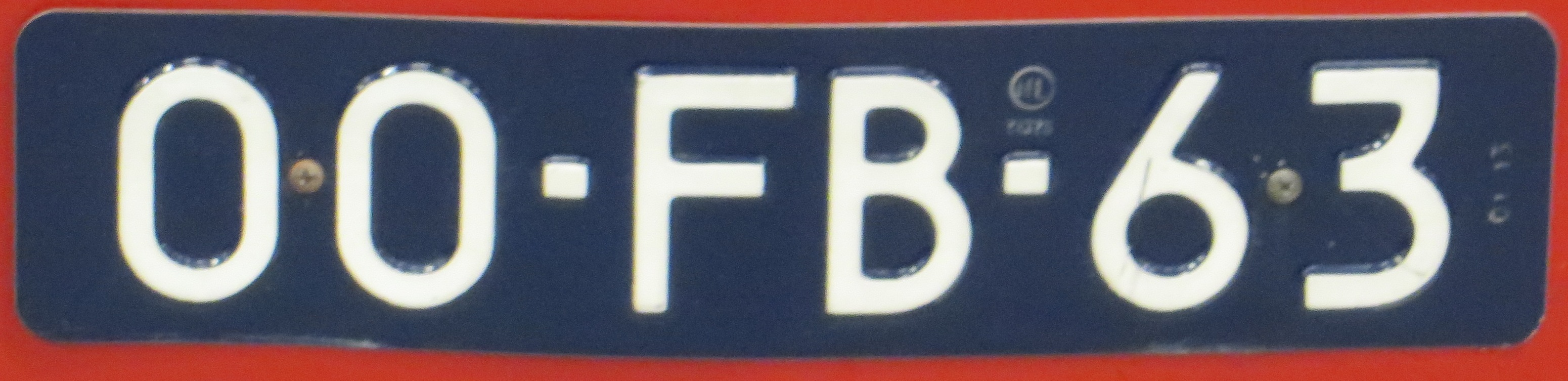

Vanaf 1973 werden de letters tussen de cijfers geplaatst, met als eerste uitgave 00-AD-01. In deze reeks (en de vorige) werden geen motorfietskentekens uitgegeven, immers de oorspronkelijke reeks met de letters aan het begin was nog lang niet uitgeput.
In 1976 en 1977 werden kentekenplaten uitgereikt met een iets lichter blauwe ondergrond en een ander lettertype. Vanaf 1 januari 1978 werden kentekenplaten met een gele, reflecterende, achtergrond met zwart opschrift uitgereikt.

#### Kentekencombinatie 4

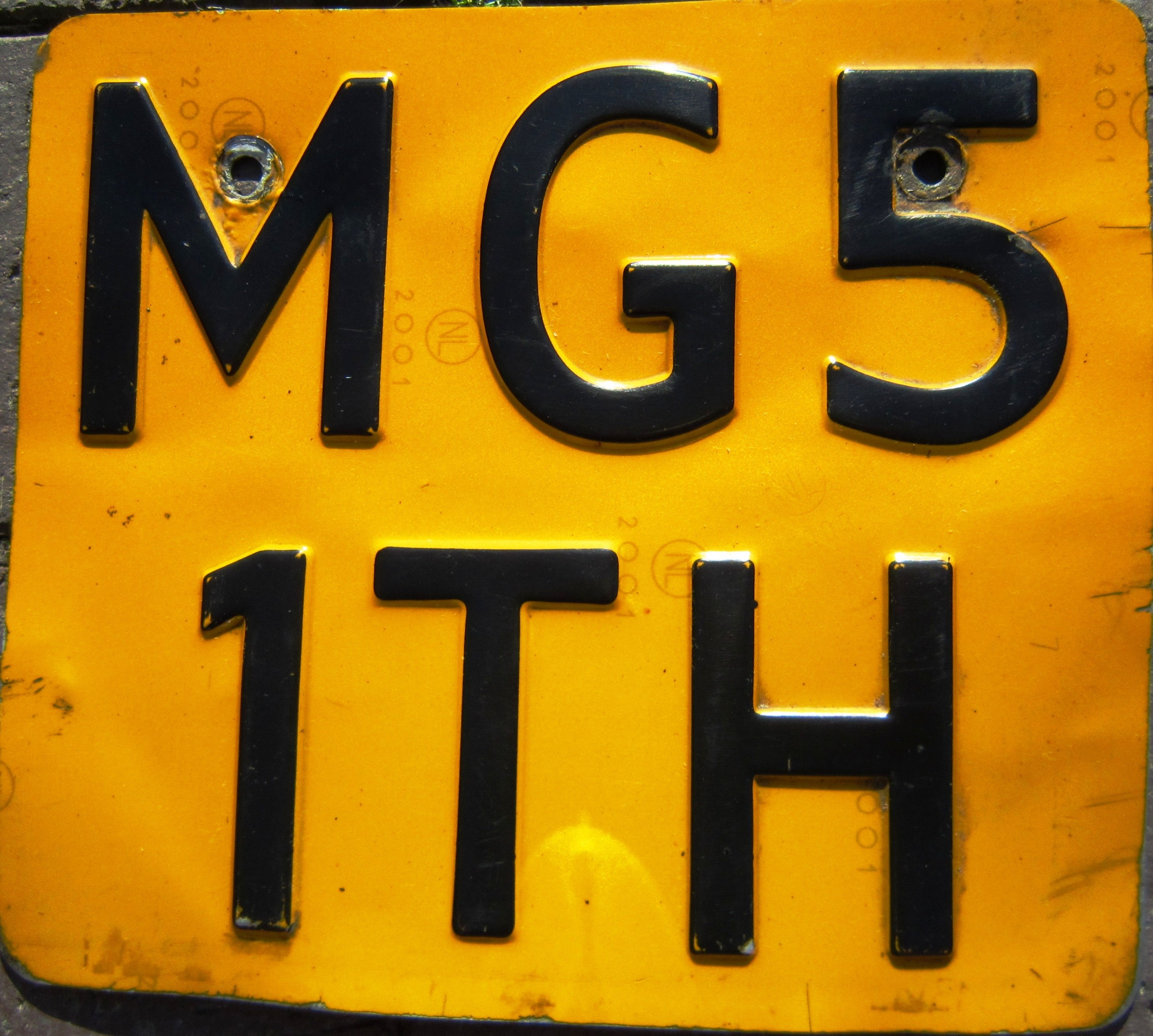

Halverwege 1978 was de reeks met letters tussen de cijfers (kentekencombinatie 3) bijna uitgeput en werd overgeschakeld op een reeks met cijfers tussen de letters. Hierbij werden geen klinkers meer gebruikt (A, E, U), doch voor het eerst werd de letter Y voor alle voertuigen (personenauto's, motorfietsen, lichte en zware bedrijfswagens) gebruikt en ook de bij de vorige reeksen voor Defensie gereserveerde beginletters K en L (behalve de combinatie KL). De combinaties SD en SS werden nog steeds niet gebruikt. Tevens wordt vanaf deze reeks de letter M niet meer gebruikt, behalve als eerste letter, om motorfietskentekens aan te duiden. Ten slotte is m.i.v. de uitgifte van deze reeks, de beginletter B geïntroduceerd voor de bedrijfswagens en, toen deze beginletter uitgeput was, werd vervolgens ook de beginletter V gebruikt voor de bedrijfswagens. De laatste kentekens in deze serie voor de bedrijfswagens begonnen met de combinatie VX, de combinaties VY en VZ werden als eerste letterpaar in het geheel niet gebruikt. Merk op dat met de invoering van deze kentekenindeling niet meer de eindletter, maar de beginletter het type voertuig aanduidt:
- M voor motorfietsen
- B en V voor bedrijfswagens (geen onderscheid in gewicht)
- O voor opleggers (per 1 oktober 1988)

#### Kentekencombinatie 5

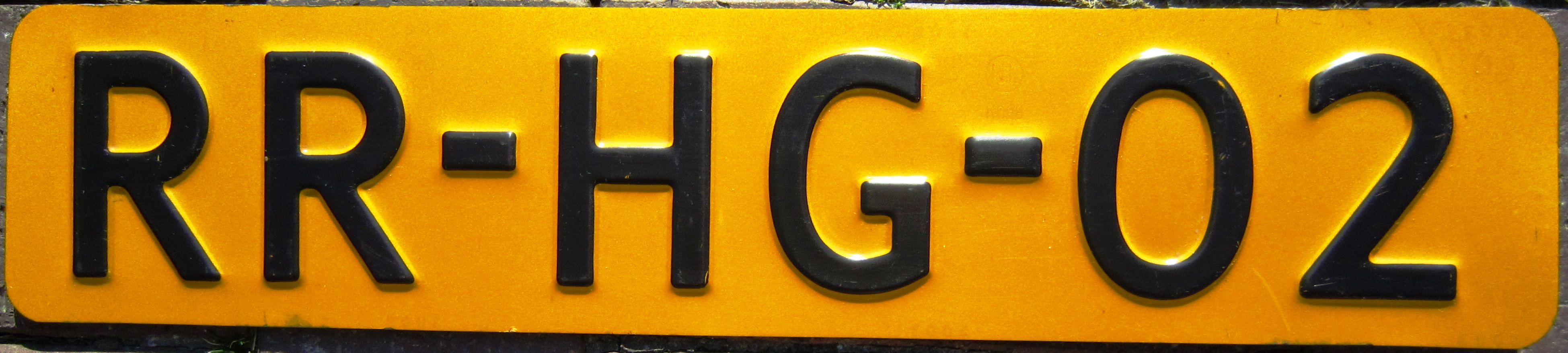

In 1991 was deze reeks uitgeput. Er werd een reeks geïntroduceerd met eerst twee groepen van twee letters, gevolgd door twee cijfers. Hierbij werden de letters K en Y niet meer gebruikt. M.i.v. deze serie is de beginletter B exclusief voor zware bedrijfswagens (zwaarder dan 3500 kg) gereserveerd en de beginletter V is voor kleine (lichter dan 3500 kg) bedrijfswagens gereserveerd.

#### Kentekencombinatie 6

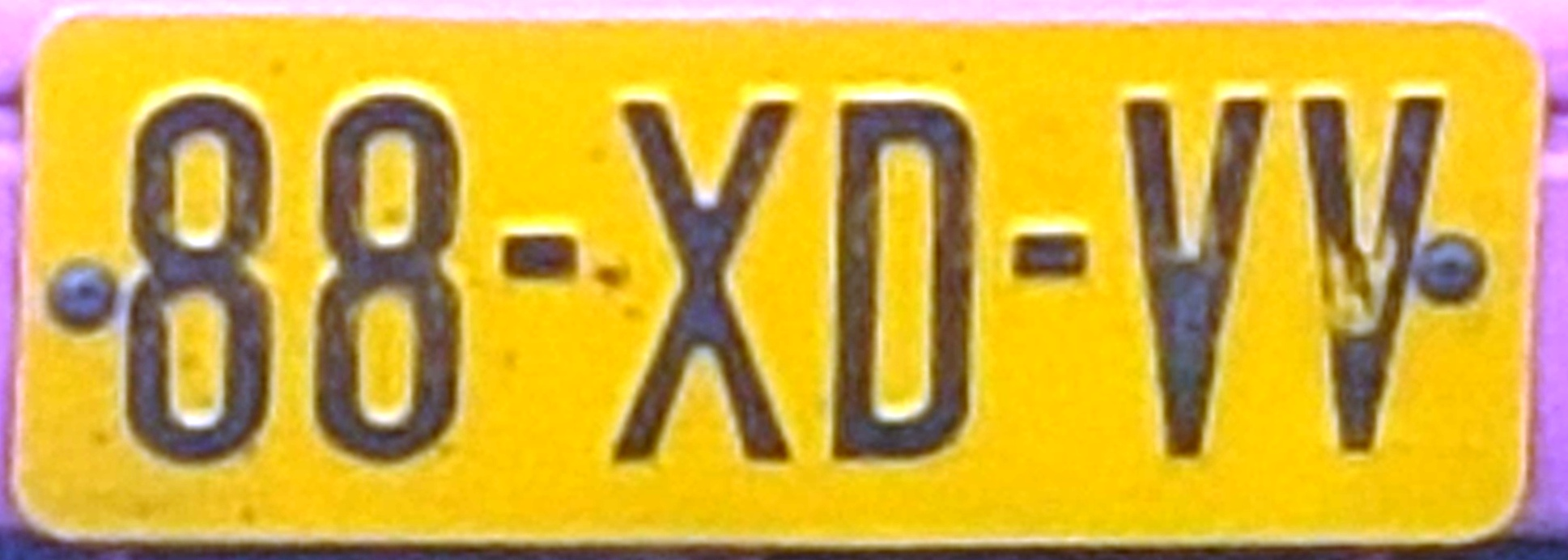

De kentekencombinatie 6, met eerst een groep van cijfers, gevolgd door twee groepen van letters, is in 1999 in gebruik genomen. Deze serie, waarbij de letter K weer wordt gebruikt (behalve als eerste letter), werd tot 19 mei 2008 gebruikt.

#### GAIK-kentekenplaten

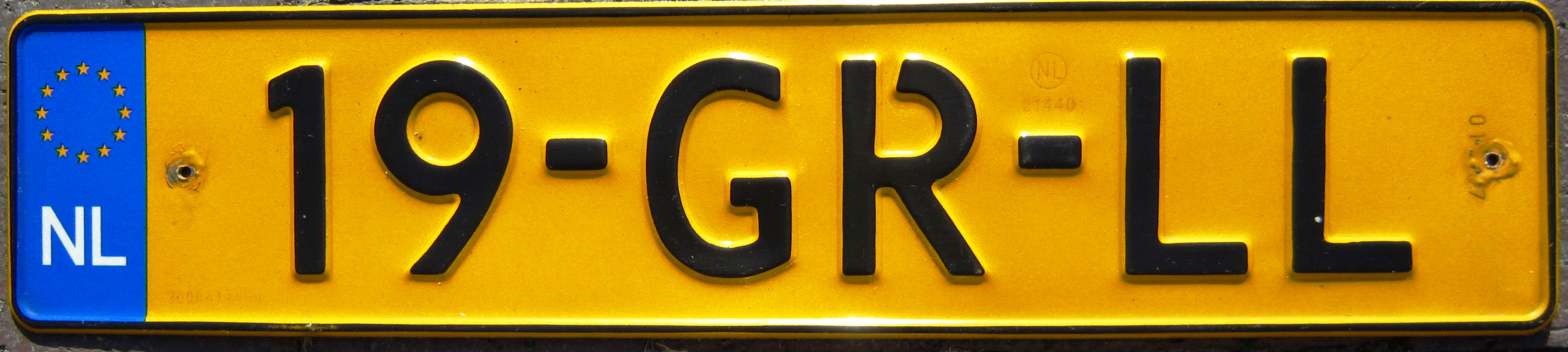
GAIK-kentekenplaat kentekencombinatie 6

Tot februari 2000 waren kentekenplaten bij elke (auto)handelaar te koop waardoor het voor criminelen relatief eenvoudig was om aan valse kentekenplaten te komen.
Om dit soort fraude tegen te gaan heeft de Nederlandse regering in 2000 het Gecontroleerde Afgifte en Inname van Kentekenplaten-systeem (GAIK) ingevoerd voor alle kentekenplaten die vanaf 1978 (serie 4) zijn uitgegeven. Al deze kentekenplaten worden vervangen door een GAIK-kentekenplaat.
Anders dan bij het oude systeem wordt er bij GAIK van elke kentekenplaat geregistreerd wanneer deze is uitgereikt en waar de kentekenplaat is gemaakt. Bovendien staat in elke kentekenplaat een unieke code geponst en wordt in het kentekenbewijs met een droogstempel aangegeven dat er een GAIK-kentekenplaat is uitgereikt.
Deze kentekenplaten hadden tot 2008 bovendien aan de rechterkant overdwars een code ingestanst met het weeknummer en de laatste twee cijfers van het jaartal van de aanmaakdatum. Sinds 2008 gebeurt dit alleen nog bij de brom- en snorfietskentekenplaat.
Voor personenauto's, bedrijfswagens, aanhangwagens (zwaarder dan 750 kg) en motorfietsen is de plaat geel, met zwarte opdruk. Aan de linkerzijde (of in de linkerbovenhoek) is in een blauw vak het EU-logo geplaatst met het witte onderschrift NL. Auto's die voor de Amerikaanse markt zijn geproduceerd hebben vaak geen ruimte voor een gewone kentekenplaat en hebben toestemming om een smallere plaat te voeren zonder dat blauwe vak. Een dergelijke plaat moet in het buitenland worden aangevuld met een NL-teken (NL in een wit ovaal).

#### Kentekencombinatie 7

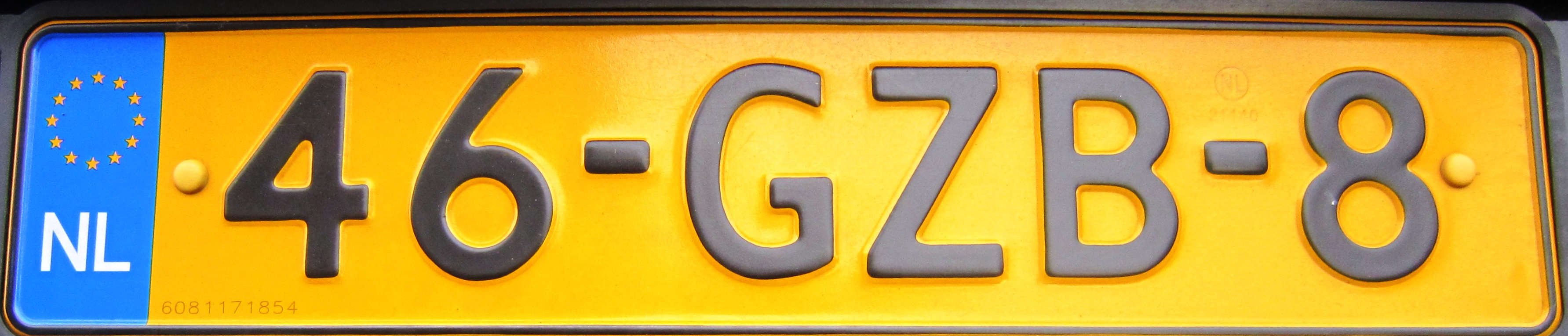
kentekencombinatie 7

Op 29 oktober 2004 kondigde de RDW aan dat er, zodra serie 6 vol was, gestart zou worden aan serie bestaande uit twee cijfers, drie letters en één cijfer (99-XXX-9). Alle combinaties met SD of SS worden hierin overgeslagen. Daarnaast worden combinaties als GVD, KKK, LPF, NSB, PKK, PSV, PVV en TBS in deze serie niet gebruikt. En er worden geen klinkers gebruikt, zodat geen woordcombinaties (zoals GEK, LYK of drieletterige scheldwoorden) kunnen ontstaan.
Kort na de invoering van serie 7 is besloten om de cijfercombinatie 00 (dubbel nul) weer te gebruiken (als in 00-XXX-1).
Het onderscheid voor de verschillende voertuigcategorieën, zoals een M voor motorfietsen, een V voor lichte bedrijfswagens en een B voor zware bedrijfswagens (steeds als éérste letter) blijft binnen deze serie bestaan.

#### Kentekencombinatie 8

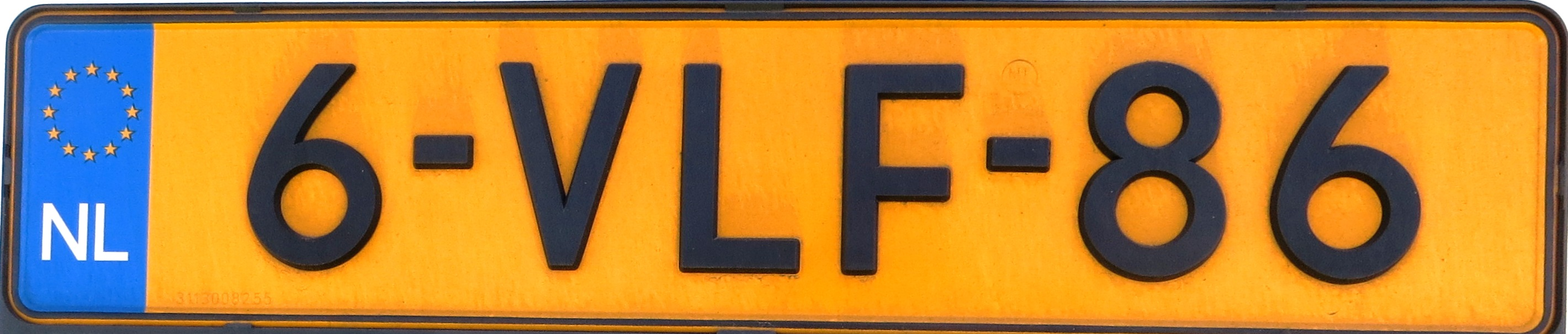
kentekencombinatie 8

Op 5 maart 2013 werd het kenteken voor personenauto's voor het eerst afgegeven. Het bestaat uit één cijfer, drie letters, twee cijfers (9-XXX-99). Deze kentekencombinatie is voor bromfietsen overgeslagen, omdat de beginletters D en F worden gebruikt voor exportkentekens. Om dezelfde reden zijn de meeste series voor personenauto's overgeslagen en wordt de B-serie voor zware bedrijfswagens eveneens overgeslagen.
Voor personenauto's zijn in deze serie alleen de beginletters K, S, T, X en Z gebruikt.

#### Kentekencombinatie 9

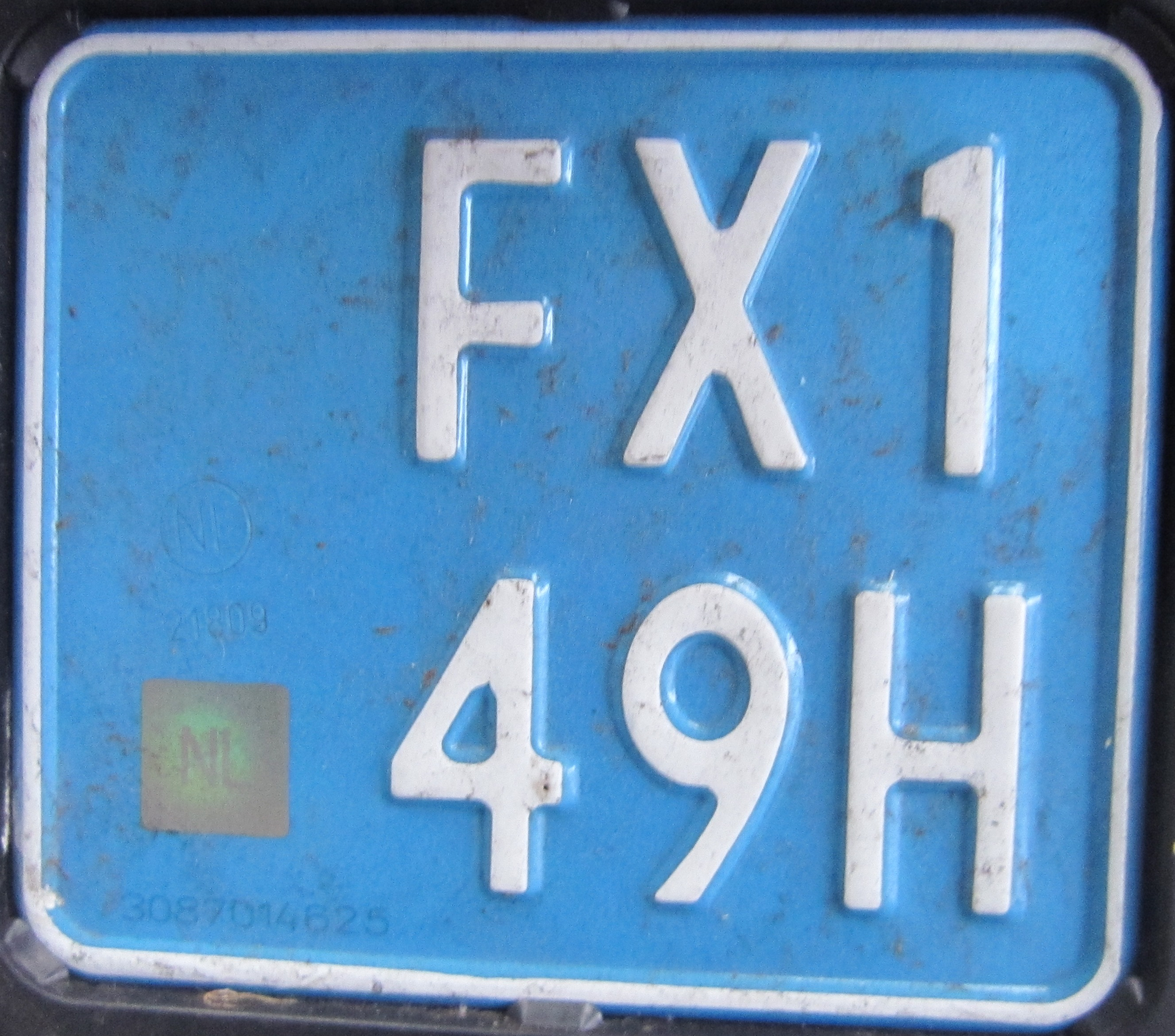
kentekencombinatie 9

Deze reeks bestaat uit twee letters, drie cijfers, een letter (XX-999-X).
Voor lichte bedrijfsauto's werd het eerste kenteken (VB-001-B) op 13 december 2012 uitgegeven. Voor personenauto's werd het eerste kenteken (GB-001-B) op 30 maart 2015 uitgegeven en voor zware bedrijfsauto's (BB-001-B) op 18 februari 2025.

#### Kentekencombinatie 10

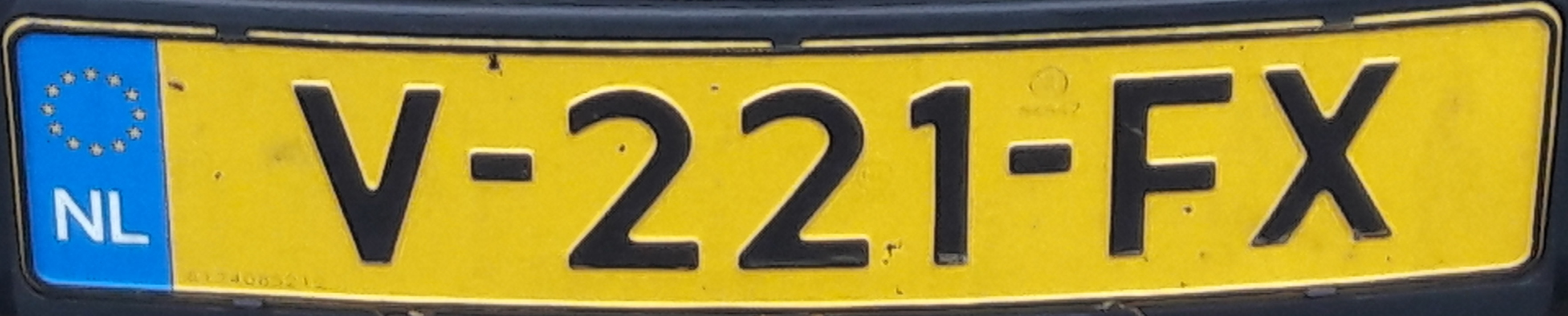
kentekencombinatie 10

Deze kentekencombinatie bestaat uit één letter, drie cijfers en twee letters (X-999-XX). De code was sinds 11 december 2008 in gebruik voor bromfietsen en sinds 14 oktober 2016 voor lichte bedrijfsauto's. Op 19 augustus 2019 is het eerste kenteken in deze serie (G-001-BB) uitgegeven voor een personenauto.

#### Kentekencombinatie 11

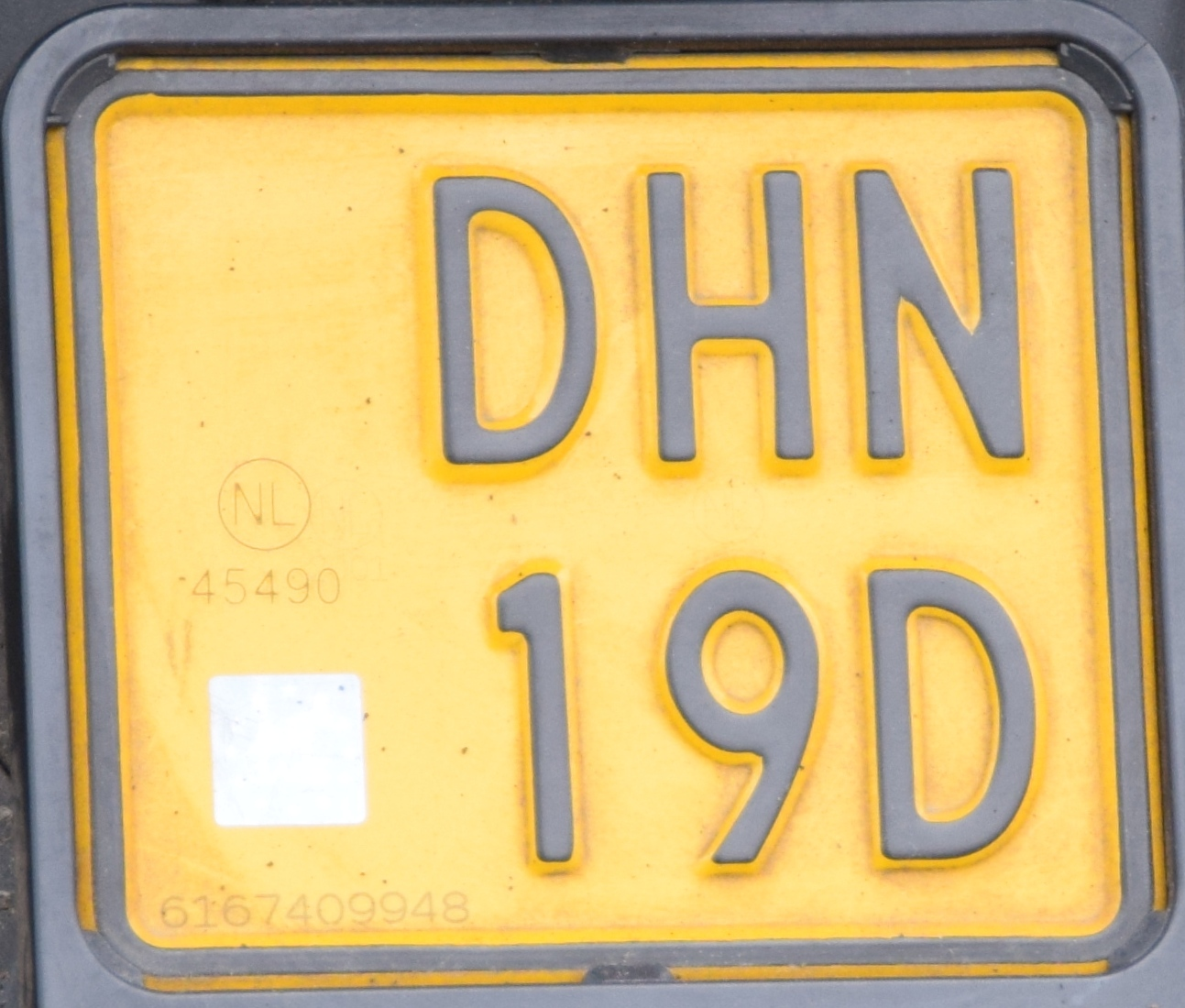
kentekencombinatie 11

Deze serie is sinds 16 januari 2015 in gebruik voor bromfietsen (DBB-01-B tot FZZ-99-Z). Per 13 juni 2019 ook voor lichte bedrijfsauto's (VBB-01-B) en per 1 januari 2021 voor landbouwvoertuigen (TBB-01-B). Deze reeks bestaat uit drie letters, twee cijfers, één letter (XXX-99-X). Per 4 juni 2024 is deze serie in gebruik voor personenauto's. Het eerste kenteken in deze serie voor personenauto's was voor een voertuig van de KNRM.

#### Kentekencombinatie 12
Deze serie is sinds de kentekenplicht afgegeven aan landbouwverkeer en mobiele machines (MM) (T-00-XXX). Per 8 januari 2024 is deze serie in gebruik voor lichte bedrijfswagens (V-01-BBB). Na 42 kentekens werd verdergegaan met V-01-DBB, aangezien de kentekens met de lettercombinatie BBB, de afkorting van de politieke partij BoerBurgerBeweging, eigenlijk nooit uitgegeven hadden mogen worden.

## Bromfietsen
In 2005 is er gestart met de invoering van kentekens voor bromfietsen, snorfietsen, brommobielen en tuktuks. Hiermee werden verzekeringsplaatjes afgeschaft. Alleen de eerste letters 'D' en 'F' zijn gebruikt in deze serie (01-DBB-1 t/m 99-FZZ-9).
Kentekencombinatie 7 raakte snel vol doordat alle bestaande brom- en snorfietsen, brommobielen en tuktuks vóór 1 januari 2007 van een kenteken voorzien moesten zijn, anders mochten ze de openbare weg niet meer op.
Nadat de lettercombinaties 'D' en 'F' van serie 7 vol waren en aangezien in serie 8 (9-XXX-99) alle kentekens beginnend met D en F gereserveerd waren voor exportkentekens ging men direct over op serie 9, bestaande uit twee letters, drie cijfers, één letter (XX-999-X). Ook hierbij gold dat alleen de beginletters D en F gereserveerd waren voor bromfietsen, snorfietsen, brommobielen en tuktuks. In december 2008 werd het kenteken FZ-999-Z bereikt en is overgestapt op serie 10, vanaf D-001-BB. Sinds 16 januari 2015 wordt gebruikgemaakt van serie 11, vanaf DBB-01-B.
Voor tuktuks geldt overigens dat deze, indien zij een grotere cilinderinhoud hebben dan 49,9 cc, een autokentekenplaat dienen te hebben.

## Segways
Segways (en andere zelfbalancerende bromfietsen) zijn sinds 1 januari 2011 niet meer kentekenplichtig. Tussen 15 oktober 2008 en 31 december 2010 bestond deze verplichting wel en voerden Segways hetzelfde kenteken als brom- en snorfietsen. Segways zonder kenteken moeten wel voorzien zijn van een verzekeringsplaatje. Vanaf 1 januari 2012 mogen Segways alleen nog maar met een verzekeringsplaatje op de openbare weg komen.

## Politieke partijen in kentekens
In serie 7 is de combinatie "VVD" uitgegeven. Deze kan men gratis omruilen indien men dit wil, omdat dit een afkorting is van een politieke partij. "VVD" is daarom in serie 8 niet meer uitgegeven.
In series 7 en 12 is de combinatie "BBB" uitgegeven. Enkel bij serie 12 kan men deze gratis omruilen indien men dit wil, om dezelfde reden als "VVD". Bij serie 7 is dit niet mogelijk, deze serie met combinatie "BBB" werd in 2012 uitgegeven. Destijds bestond de politieke partij BBB nog niet.

## Huidige typen kentekenplaten

### Vervangende kentekenplaten

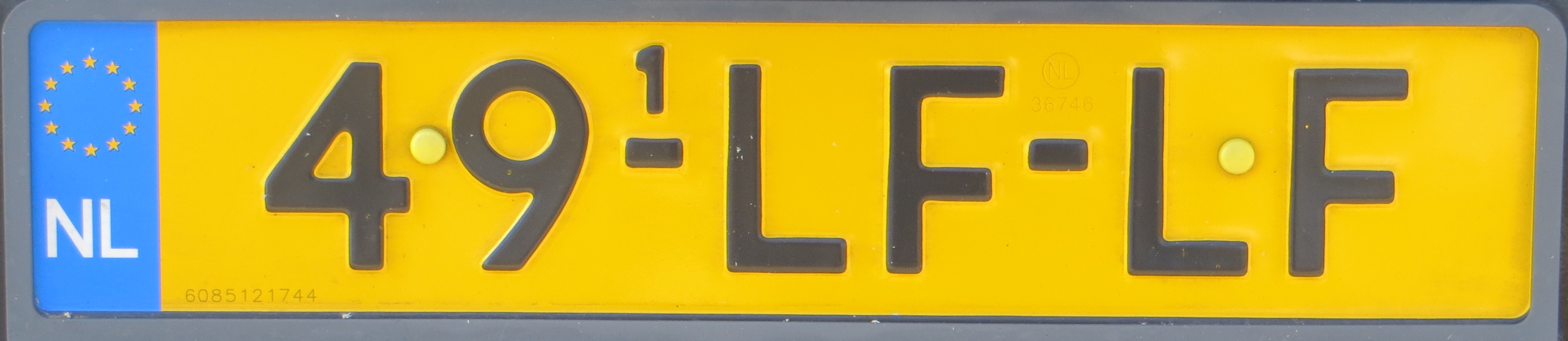
Gaat een kentekenplaat verloren, dan wordt er een nieuwe plaat verstrekt met een klein volgnummertje boven het linker streepje.

Bij verlies of diefstal van de kentekenplaten, krijgt men een duplicaat uitgereikt, waarbij met een kleiner lettertype een cijfer (boven het eerste streepje bij langwerpige platen of in de linkerbovenhoek bij vierkante platen. code 10 tot 19 gaan onder het streepje en in de rechter hoek, aangeduid met 1 cijfer) staat vermeld, dat het aantal uitgereikte duplicaten aangeeft. Bij de kentekenplaten van snor- en bromfietsen e.d. staat dit cijfer links tussen de beide groepen van letters en cijfers in. Als het kenteken wordt voorzien van een duplicaatnummer wordt tegelijk het oude kenteken als ongeldig geregistreerd.
Voorheen werden nieuwe platen verstrekt bij een nieuw kentekenbewijs. Vanaf 22 september 2008 hebben kenteken en kentekenbewijs beide een eigen volgnummer. Gelijktijdig vervangen is daarom niet meer nodig.

### Aanhangers t/m 750 kg, fietsendragers en dergelijke

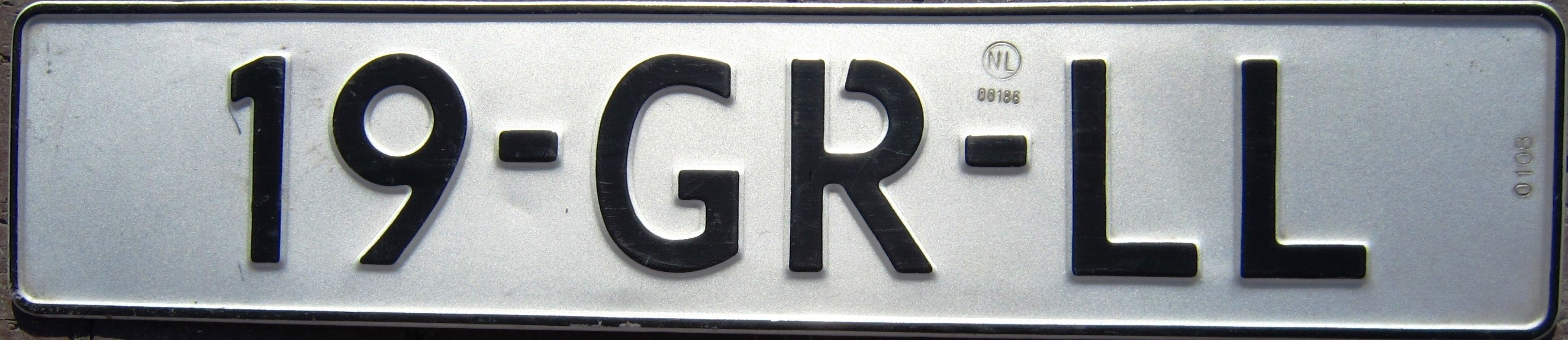
witte kentekenplaat gelijk aan trekkend voertuig

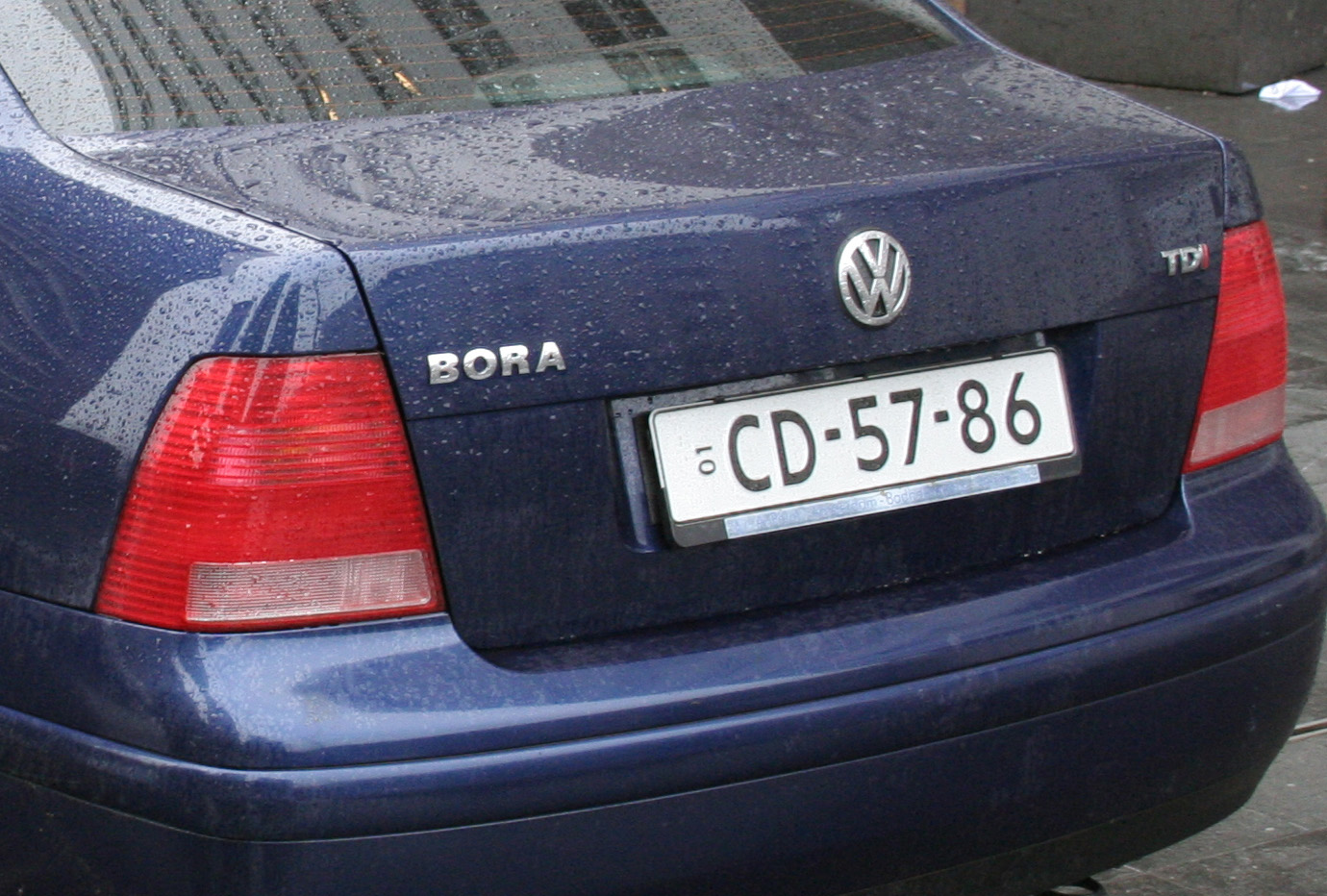
Een tijdelijk kenteken voor een auto van het Corps diplomatique

Lichte aanhangwagens (t/m 750 kg), fietsendragers en andere "voorwerpen die het zicht op een kentekenplaat ontnemen" hebben geen eigen kenteken, maar voeren hetzelfde nummer als het trekkende voertuig. De plaat is wit met zwarte opdruk of donkerblauw met witte opdruk als het trekkend voertuig een historische wagen is en donkerblauwe kentekenplaten heeft. Dit is geen GAIK-kentekenplaat. Deze plaat bevat geen blauw vak met EU-logo en moet in het buitenland dan ook aangevuld worden met een nationaliteitsteken: NL in een wit ovaal. Het is niet toegestaan iets op de kentekenplaat te plakken, dus een blauw stickertje met EU-logo is niet toegestaan (hoewel er ruimte voor is).

### Tijdelijke kentekenplaten
Een tijdelijke kentekenplaat heeft ook deze kleurstelling, maar deze is aan de linkerzijde voorzien van een verticaal ingeslagen maandnummer, dat bepaalde tot en met welke maand de plaat geldig is. Ook bestaan er tijdelijke (witte) brom-snorfietskentekenplaten.
Deze kentekenplaten hoeven alleen nog maar aangevraagd te worden bij gelijktijdige vermissing van kentekenbewijs en kentekenplaten, omdat in dat geval proces-verbaal van de politie is vereist voor het aanvragen van vervangende kentekenplaten en vervangend kentekenbewijs. Indien een kentekenplaat verloren of gestolen is, hoeft geen aangifte te worden gedaan, een nieuwe plaat kan direct bij een kentekenplaatfabrikant worden bijgemaakt.

### Kentekenplaten voor bromfietsen, snorfietsen en brommobielen
Bromfietsen en brommobielen hebben een gele plaat met zwart opschrift en een hologram links bij een ongeveer vierkante plaat, of tussen de bovenste drie letters en cijfers en de onderste drie cijfers en letters bij een langwerpige plaat. Snorfietsen hebben een lichtblauwe plaat met wit opschrift. Het hologram is op dezelfde wijze aangebracht als bij de kentekenplaten voor de bromfietsen en brommobielen. Deze platen bevatten geen blauw vak met EU-logo en moeten in het buitenland dan ook aangevuld worden met een nationaliteitsteken: NL in een wit ovaal. Het is niet toegestaan iets op de kentekenplaat te plakken, dus een blauw stickertje met EU-logo is niet toegestaan, zelfs niet als er ruimte voor is.

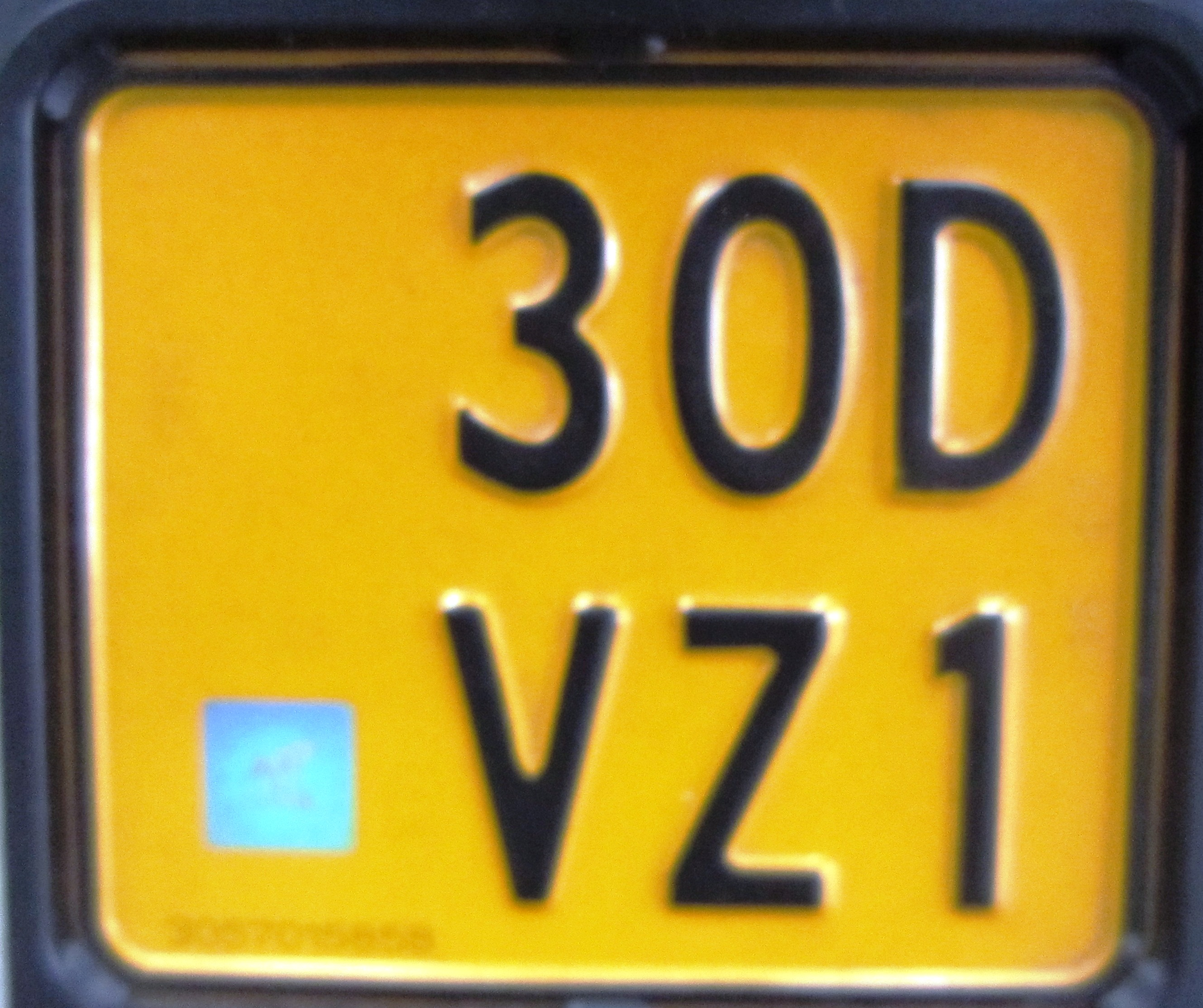
Bromfietskenteken
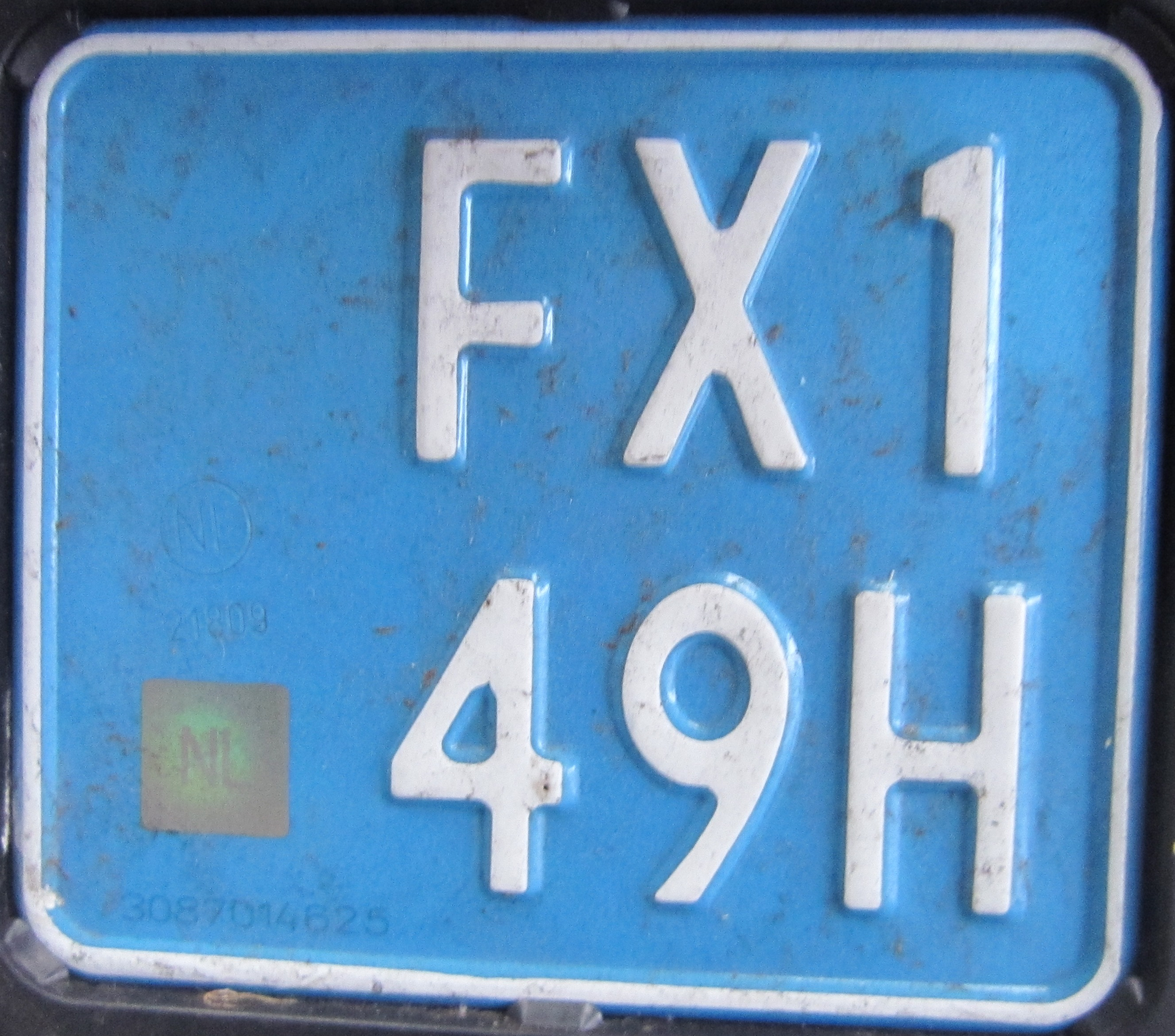
Snorfietskenteken
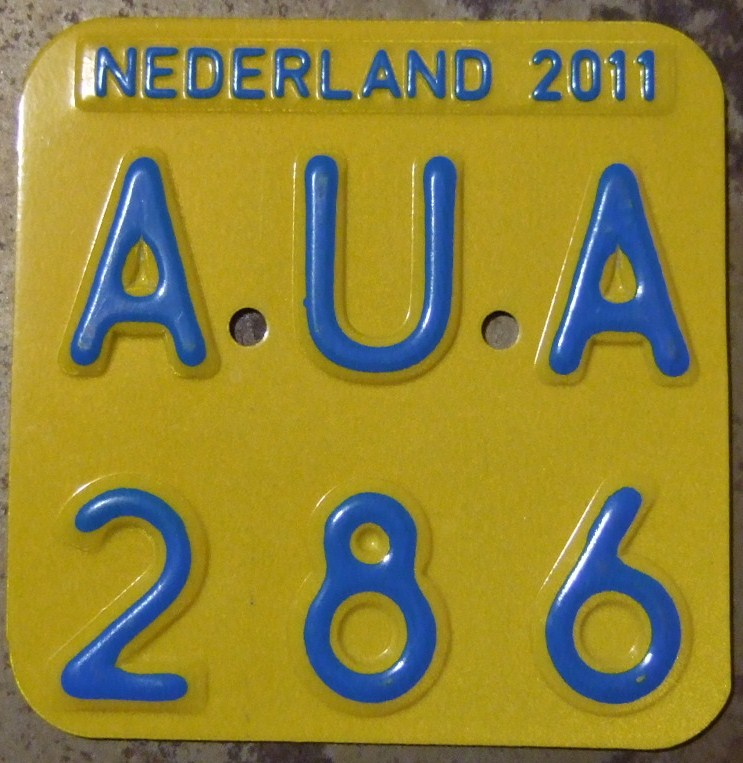
Verzekeringsplaatje

### Verzekeringsplaatjes
Voor niet-kentekenplichtige voertuigen zoals open invalidenwagentjes, Segways en andere zelfbalancerende bromfietsen bestaat de plicht om een verzekeringsplaatje achter op het voertuig te hebben.

### Handelarenkentekenplaat

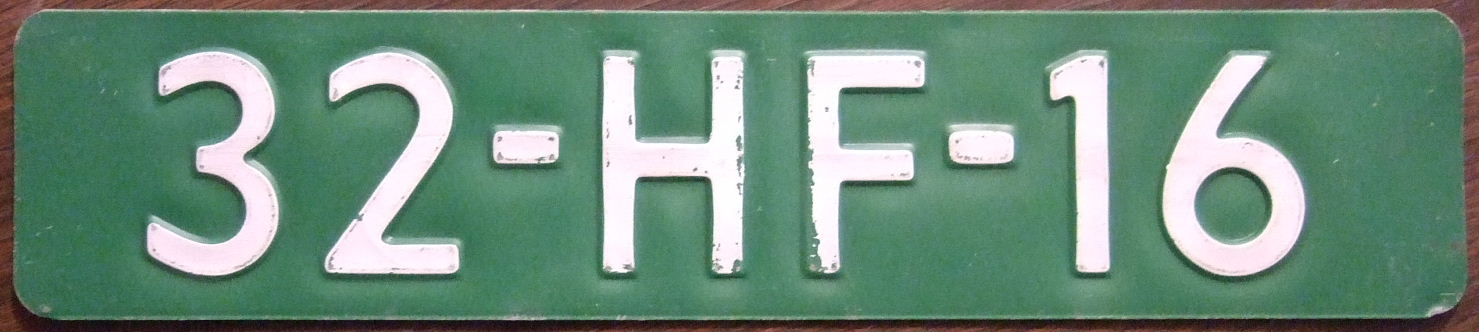
Oud handelaarskenteken

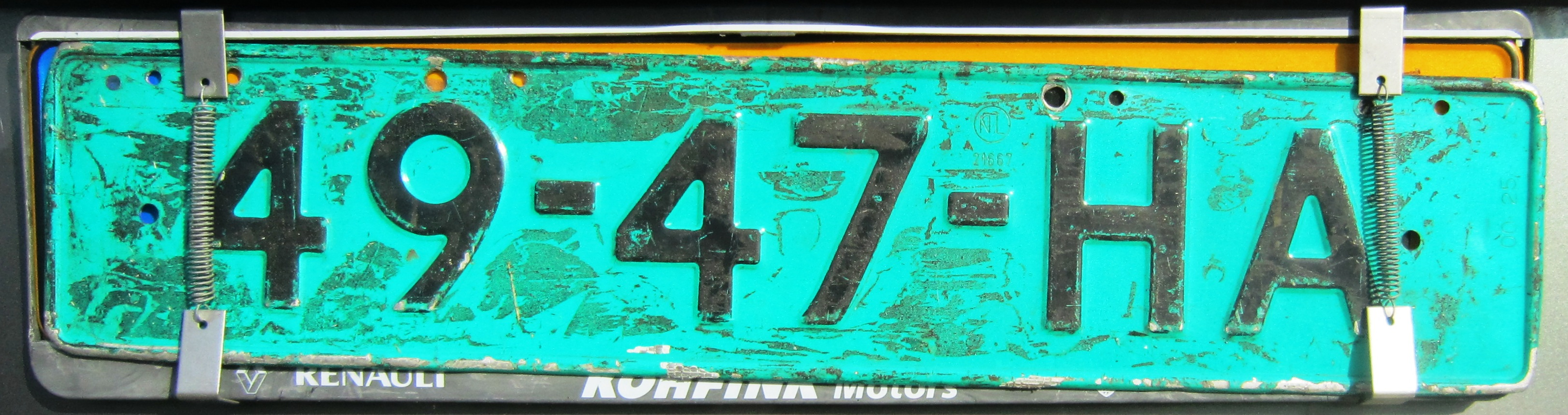
Huidig handelaarskenteken

De handelarenkentekenplaat is uitgevoerd in lichtgroen met een zwarte opdruk (oude kentekenplaten waren donkergroen).
Er bestaan ook aparte handelarenkentekenplaten voor aanhangwagens, deze zijn van serie 1 met de lettercombinatie "OA". De letter O wordt hierin als eerste letter gebruikt.
Er bestaan ook brom/snorfietsen-handelarenkentekenplaten. Deze zijn vierkant of staand met drie tekens boven en met drie tekens onder en, net zoals bij de overige voertuigen, groen met een zwarte opdruk. Er wordt gebruikgemaakt van de series 1 en 2, met in beide series de lettercombinatie "HC".

### Taxikentekenplaat

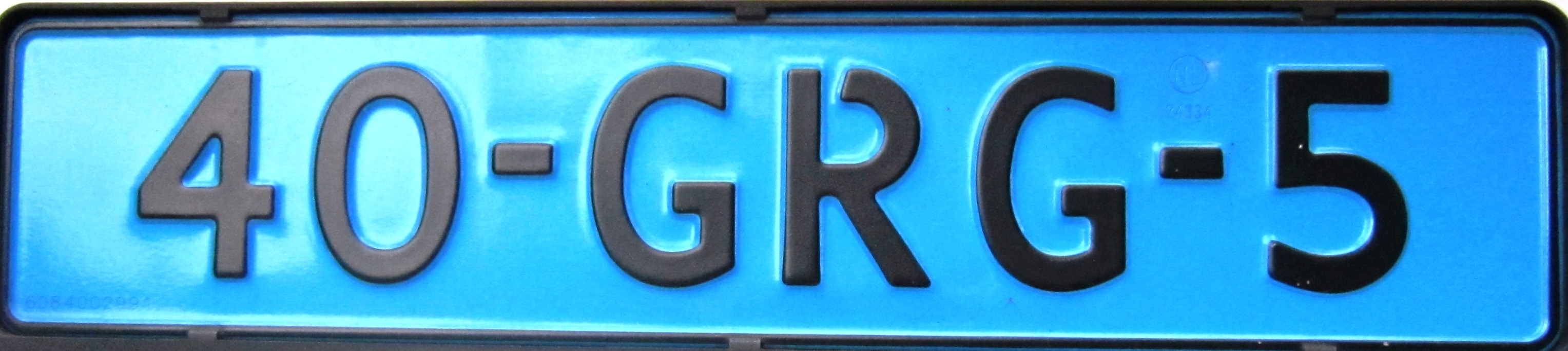
Taxikentekenplaat

De taxikentekenplaat is verplicht sinds 1 december 2000 en uitgevoerd in middenblauw met zwarte opdruk. Deze plaat is ook vaak te zien op auto's in BZK-striping van huisarts-diensten. Dit is omdat deze auto's beheerd en bestuurd worden door gespecialiseerde taxibedrijven. Deze platen bevatten geen blauw vak met EU-logo en moeten in het buitenland dan ook aangevuld worden met een nationaliteitsteken: NL in een wit ovaal. Het is niet toegestaan iets op de kentekenplaat te plakken, dus een blauw stickertje met EU-logo is niet toegestaan (hoewel er ruimte voor is).

### Oldtimerkentekens

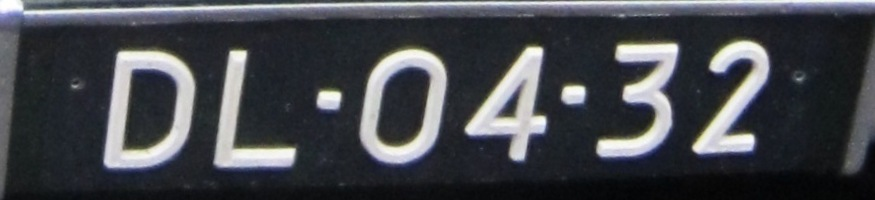
Oldtimerkentekenplaat

Sinds 1988 zijn er mogelijkheden om achteraf een oldtimerkenteken te verkrijgen voor een personenauto, waarvan de datum eerste toelating voor 1973 ligt (m.a.w. auto's die, als ze nieuw in Nederland verkocht zouden zijn, een kenteken uit serie 1 of 2 zouden krijgen). Deze kentekens zijn niet-gebruikte motorfietskentekens uit de eerste reeks (serie 1). Men is in 1988 begonnen met de combinatie DE, waarna de combinaties DH, DL, DM, DR, AE, AH, AL, AM, AR, DZ, PM en RM tot nu toe zijn gebruikt voor personenauto's, ZM, ZF en NM voor motorfietsen en BE en BH voor bedrijfsauto's.
Tevens is het sinds 2001 mogelijk om kentekens met serie 3 (letters tussen de cijfers) te krijgen voor ingevoerde personenauto's uit de bouwjaren 1973 tot en met 1977. Hiervoor wordt de tot nu toe niet gebruikte beginletter Y (van Youngtimer) gebruikt. Deze beginletter is in serie 1 en serie 2 gebruikt voor de identificatie van snelle motorboten. Verwarrend is hierbij, dat de combinatie 'YB' voor personenauto's is gebruikt, terwijl in het systeem van serie 3 de tweede letter 'B' voor bedrijfsauto's is gereserveerd. Sinds 2013 komen ook motorfietsen en bedrijfsauto's uit de genoemde periode in aanmerking voor een youngtimerkenteken. In tegenstelling tot oldtimerkentekens voor voertuigen van voor 1973 zijn er bij de youngtimerkentekens geen aparte reeksen voor deze categorieën voertuigen.
Personenauto's, motorfietsen en bedrijfsauto's met een bouwjaar van 1978 of later, en alle kentekenplichtige voertuigen van andere categorieën zoals bromfietsen en aanhangwagens, die worden geïmporteerd, worden voorzien van een kenteken uit de lopende serie.

### Motorvoertuigen met beperkte snelheid

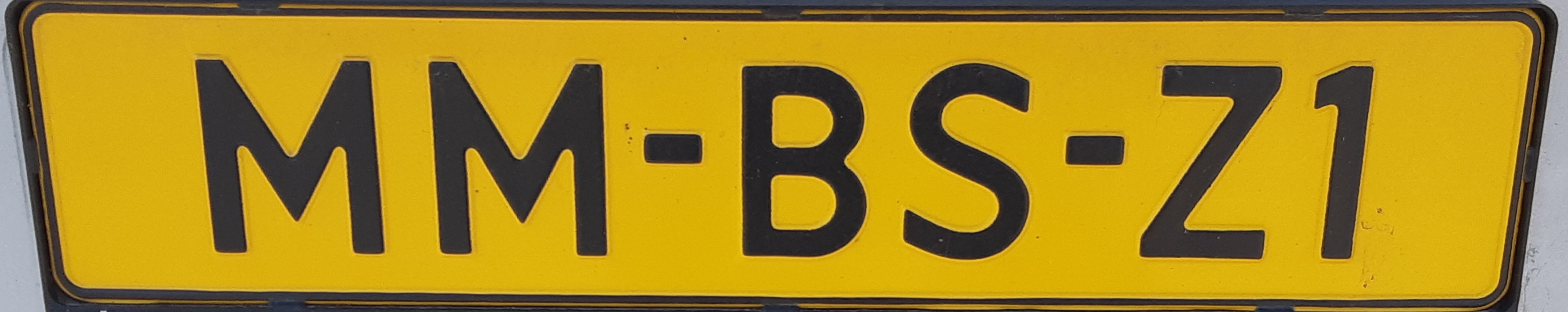
Z1

Motorvoertuigen met beperkte snelheid, zijn onder andere bedrijfsauto's waarvan de constructiesnelheid terug is gebracht tot 25 km/h (Z1) of 45 km/h (Z2 en Z3), zodat ze op landbouwbedrijven gebruikt kunnen worden. Deze voertuigen mogen bestuurd worden met rijbewijs T. Ook jeugd maakt gebruik van deze voertuigen wanneer ze nog niet in het bezit zijn van een rijbewijs B.
Een officieel kenteken bestaat niet, maar om duidelijk te maken dat het om een Z1-voertuig gaat, wordt deze kentekenplaat op al dit soort voertuigen gebruikt.
Tevens moeten deze voertuigen een afgeknotte driehoek hebben die aangeeft dat het een "voertuig met beperkte snelheid" betreft, en moet de constructiesnelheid teruggeschroefd zijn. De afgeknotte driehoek vervalt sinds 2021 wanneer een officiële geregistreerde kentekenplaat aanwezig is. Voertuigen zonder kentekenplaat moeten nog wel een afgeknotte driehoek voeren.
Per 1 januari 2021 hebben deze voertuigen een kentekenplicht en voeren ze de kentekencombinatie van landbouw- en bosbouwtrekkers beginnende met een T.

### Landbouwvoertuigen
Sinds 1 januari 2021 is er voor landbouw- en bosbouwtractoren een kentekenplicht, wanneer de constructiesnelheid groter is dan 25 km/h.
Alle nieuwe voertuigen moeten zich registreren en voor de bestaande voertuigen geldt een overgangsregeling tot 1 januari 2025. Dan moet elk voertuig zijn geregistreerd.
De nieuwe kentekenplaten beginnen met een T. Wie een GV-kentekenplaat heeft, kan deze laten registreren en behouden.

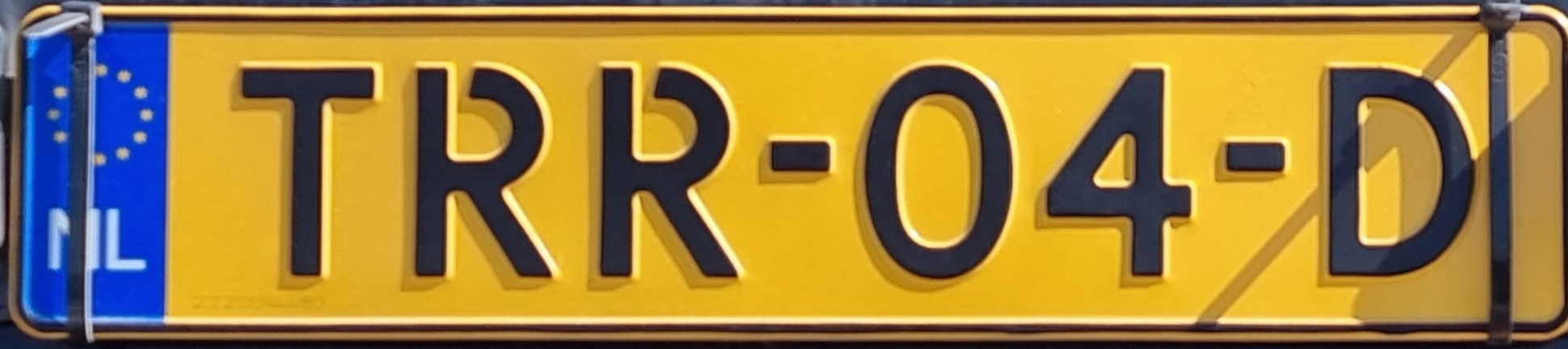
tractor

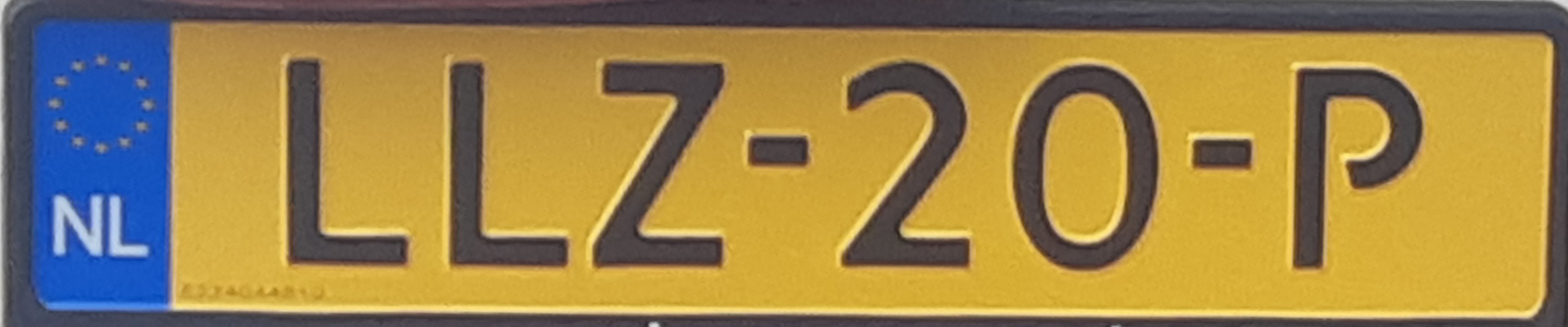
landbouw aanhanger

Heeft een aanhanger achter zo'n voertuig een eigen kenteken, dan begint dat met een L. Anders dient er een witte kentekenplaat gebruikt te worden.

### Bijzondere bromfietsen
Nieuwe bijzondere bromfietsen, zoals e-steps, bso-bussen en segways, moeten vanaf 1 juli 2025 een kenteken hebben. Bestaande exemplaren moeten binnen een jaar een kenteken krijgen.

## Kentekenplaten in Caribisch Nederland

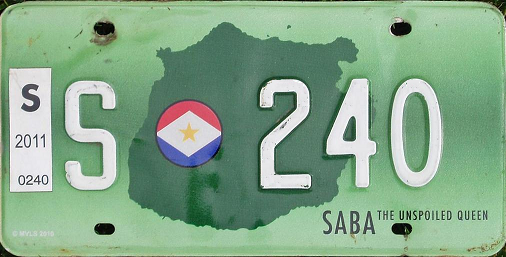
Een kentekenplaat uit Saba

In Caribisch Nederland worden afwijkende kentekenplaten gebruikt. Deze hebben de vorm en afmeting van een standaard Amerikaans kentekenplaat en bevatten geen EU-vlaggetje. De kleur verschilt per eiland en soms per type kentekenplaat. De opdruk komt echter wel altijd min of meer overeen: eerst een of twee letter(s), vervolgens drie of vier cijfers. Voor standaardvoertuigen komt de beginletter overeen met het eiland: B voor Bonaire, E voor Sint Eustatius en S voor Saba. Bedrijfsvoertuigen hebben, net als in Europees Nederland, een V als beginletter; kentekens voor taxi's beginnen met TX en voor bussen met AB (AutoBus). Voertuigen in gebruik door de overheid hebben een kenteken dat begint met een D (naar Den Haag, naar beweerd werd).

## Alle kentekencombinaties

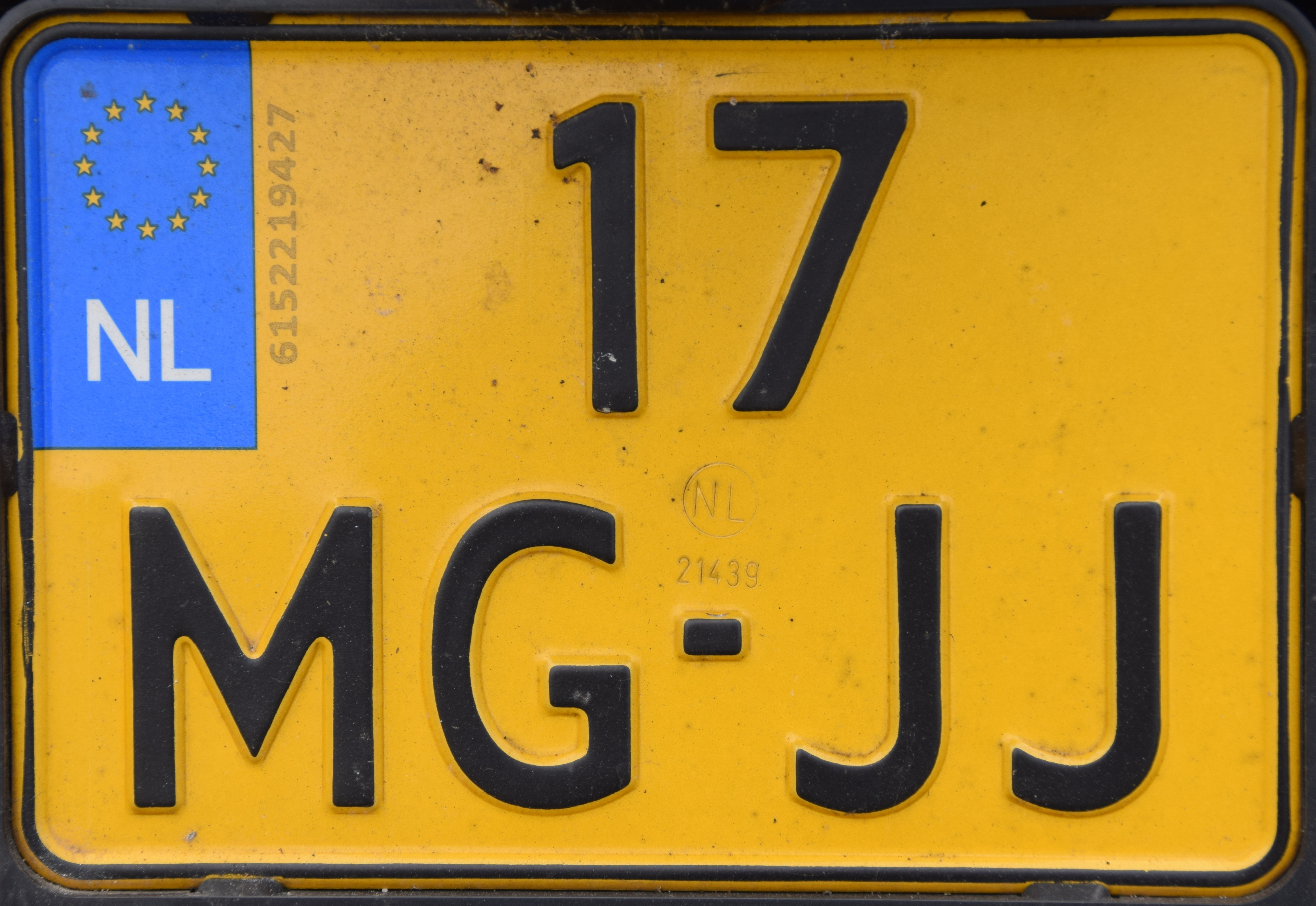
huidig motorfietskenteken

Hieronder volgt een overzicht van alle tot nu toe bij de RDW bekende kentekencombinaties.
| Serie | Model    | Periode                     | Voertuigen                                                   | Vanaf    |
| ----- | -------- | --------------------------- | ------------------------------------------------------------ | -------- |
| 1     | XX-99-99 | 3 jan. 1951 - 1974          | bedrijfswagens < 2,20 meter                                  | NA-00-01 |
| 1     | XX-99-99 | 3 jan. 1951 - 1973          | bedrijfswagens (tot 1973 > 2,20 meter)                       | NB-00-01 |
| 1     | XX-99-99 | 3 jan. 1951 - 4 okt. 1965   | personenauto's                                               | ND-00-01 |
| 1     | XX-99-99 | 3 jan. 1951 - 14 feb. 1980  | motorfietsen                                                 | NE-00-01 |
| 1     | XX-99-99 | 3 jan. 1951 - okt. 1988     | opleggers                                                    | OD-00-01 |
| 2     | 99-99-XX | 1974 - 1977                 | bedrijfswagens                                               | 00-01-AB |
| 2     | 99-99-XX | 4 okt. 1965 - 3 sep. 1973   | personenauto's                                               | 00-01-AD |
| 3     | 99-XX-99 | 1977 - feb. 1980            | bedrijfswagens                                               | 00-AB-01 |
| 3     | 99-XX-99 | 3 sep. 1973 - 25 sep. 1978  | personenauto's                                               | 00-AD-01 |
| 4     | XX-99-XX | feb. 1980 - mei 1988        | bedrijfswagens                                               | BB-01-BB |
| 4     | XX-99-XX | 25 sep. 1978 - 2 sep. 1991  | personenauto's                                               | DB-01-BB |
| 4     | XX-99-XX | 14 feb. 1980 - 30 juli 1999 | motorfietsen                                                 | MB-01-BB |
| 4     | XX-99-XX | okt. 1988 - heden           | opleggers                                                    | OB-01-BB |
| 4     | XX-99-XX | mei 1988 - jan. 1994        | bedrijfswagens                                               | VB-01-BB |
| 5     | XX-XX-99 | jan. 1994 - 20 jul. 2012    | bedrijfswagens >3500 kg                                      | BB-BB-01 |
| 5     | XX-XX-99 | 2 sep. 1991 - 10 jun. 1999  | personenauto's                                               | DB-BB-01 |
| 5     | XX-XX-99 | 30 jul. 1999 - 18 aug. 2011 | motorfietsen                                                 | MB-BB-01 |
| 5     | XX-XX-99 | jan. 1994 - jul. 1998       | bedrijfswagens <3500 kg                                      | VB-BB-01 |
| 6     | 99-XX-XX | jan. 2002 - 2 okt. 2006     | bedrijfswagens <3500 kg                                      | 01-BB-BB |
| 6     | 99-XX-XX | 10 jun. 1999 - 19 mei 2008  | personenauto's                                               | 01-DB-BB |
| 6     | 99-XX-XX | 19 aug. 2011 - heden        | motorfietsen                                                 | 01-MB-BB |
| 6     | 99-XX-XX | jul. 1998 - jan. 2002       | bedrijfswagens <3500 kg                                      | 01-VB-BB |
| 7     | 99-XXX-9 | 20 jul. 2012 - 18 feb. 2025 | bedrijfswagens >3500 kg                                      | 00-BBB-1 |
| 7     | 99-XXX-9 | 1 sep. 2005 - 11 aug. 2006  | bromfietsen, snorfietsen, brommobielen en tuktuks t/m 49 cm³ | 01-DBB-1 |
| 7     | 99-XXX-9 | 19 mei 2008 - 5 mrt. 2013   | personenauto's                                               | 01-GBB-1 |
| 7     | 99-XXX-9 | nog niet uitgegeven         | motorfietsen                                                 | 00-MBB-1 |
| 7     | 99-XXX-9 | 02 okt. 2006 - 27 feb. 2009 | bedrijfswagens <3500 kg                                      | 01-VBB-1 |
| 8     | 9-XXX-99 | 05 mrt. 2013 - 30 mrt. 2015 | personenauto's                                               | 1-KBB-00 |
| 8     | 9-XXX-99 | 28 feb. 2009 - 13 dec. 2012 | bedrijfswagens <3500 kg                                      | 1-VBB-00 |
| 9     | XX-999-X | 11 aug. 2006 - 11 dec. 2008 | bromfietsen, snorfietsen, brommobielen en tuktuks t/m 49 cm³ | DB-001-B |
| 9     | XX-999-X | 13 dec. 2012 - 14 okt. 2016 | bedrijfswagens <3500 kg                                      | VB-001-B |
| 9     | XX-999-X | 30 mrt. 2015 - 19 aug. 2019 | personenauto's                                               | GB-001-B |
| 9     | XX-999-X | 18 feb. 2025 - heden        | bedrijfswagens >3500 kg                                      | BB-001-B |
| 10    | X-999-XX | 11 dec. 2008 - 16 jan. 2015 | bromfietsen, snorfietsen, brommobielen en tuktuks t/m 49 cm³ | D-001-BB |
| 10    | X-999-XX | 14 okt. 2016 - 13 jun. 2019 | bedrijfswagens <3500 kg                                      | V-001-BB |
| 10    | X-999-XX | 19 aug. 2019 - 4 jun. 2024  | personenauto's                                               | G-001-BB |
| 11    | XXX-99-X | 16 jan. 2015 - heden        | bromfietsen, snorfietsen, brommobielen en tuktuks t/m 49 cm³ | DBB-01-B |
| 11    | XXX-99-X | 13 jun. 2019 - 8 jan. 2024  | bedrijfswagens < 3500 kg                                     | VBB-01-B |
| 11    | XXX-99-X | 01 jan. 2021 - 31 dec. 2021 | landbouwvoertuigen                                           | TBB-01-B |
| 11    | XXX-99-X | 4 jun. 2024 - heden         | personenauto's                                               | GBB-01-B |
| 12    | X-99-XXX | 31 dec. 2021 - heden        | landbouwvoertuigen                                           | T-01-BBB |
| 12    | X-99-XXX | 8 jan. 2024 - heden         | bedrijfswagens <3500 kg                                      | V-01-BBB |
| 12    | X-99-XXX | 1 jul. 2025 - heden         | bijzondere bromfietsen                                       | E-01-BBD |
| 13    | 9-XX-999 | nog niet uitgegeven         | overige voertuigen                                           | 0-BB-000 |
| 13    | 9-XX-999 | 23 jun. 2016 - 13 jun. 2019 | grensverkeer                                                 | 0-GV-001 |
| 14    | 999-XX-9 | 13 jun. 2019 - 01 jan. 2021 | grensverkeer                                                 | 001-GV-0 |

### Gebruikte letters vanaf kentekencombinatie 4
Niet alle letters worden gebruikt, en sommige beginletters worden alleen voor bepaalde voertuigen gebruikt:
- Auto: D, F, G, H, J, K, L, N, P, R, S, T, X, Y, Z. De letter K alleen in serie 4, 7 en 8; Y alleen in serie 4. In series 7, 9 en 10 zijn de letters D en F voor auto's komen te vervallen, in serie 8 worden alleen de beginletters K, S, T, X en Z gebruikt.[24]
- Bromfietsen, brommobielen, snorfietsen, invalidenvoertuigen, fietsen met hulpmotor: D, F. (alleen in series 7, 9, 10 en 11).
- Voertuigen met een grijs kenteken, toegestane maximummassa meer dan 3500 kg: B in series 4, 5 en 7, V alleen in serie 4.
- Voertuigen met een grijs kenteken, toegestane maximummassa tot 3500 kg: B in serie 4 en in serie 6, V in series 4 tot en met 9.
- Motorfietsen: M (in augustus 2011 begonnen met serie 6)
- Oplegger: O (serie 1, meteen gevolgd door de nu lopende serie 4)
- Aanhangers (boven 750 kg): W (in maart 2008 begonnen met serie 6)

De letters C en Q komen niet voor op Nederlandse kentekens omdat deze letters volgens de Rijksdienst voor het Wegverkeer te veel lijken op de letter O en het cijfer 0.

## Speciale kentekens
Speciale kentekens zijn hetzij voor bijzondere personen of groepen (leden van het Koninklijk Huis, diplomaten, voertuigen van Defensie etc.), hetzij voor voertuigen die niet aan de voertuigreglementen voldoen. Veel van deze kentekens worden niet door de RDW uitgegeven waardoor de gegevens van deze voertuigen daar niet zijn op te vragen.
| Letters | Omschrijving |
| --- | --- |
| AA (met twee, later drie cijfers)                                                                           | Leden van het Koninklijk Huis. In tegenstelling tot andere kentekens kan een AA-kenteken bij het vervangen van een auto opnieuw gebruikt worden. Auto’s met AA-kenteken staan op naam van het Hoofd Algemene Zaken van het Koninklijk Staldepartement. |
| AF (serie 5) [bijvoorbeeld AF-FX-78, de drie overige letters zijn de gebruikelijke letters voor deze serie] | Werknemers van AFCENT in Brunssum (L). Deze kentekens worden tegenwoordig niet meer uitgegeven. |
| BFG | Deze kentekens worden gebruikt voor particuliere voertuigen van Nederlandse en Duitse militairen die werkzaam zijn in BFG-NATO-verband (British Forces Germany). De afgifte vindt plaats door het Ministerie van Defensie/KMAR te Driebergen.<refRegeling BFG-registratie 2004. mpbundels.mindef.nl (2004). Gearchiveerd op 24 juni 2015. Geraadpleegd op 20 juli 2025. </ref> Ze hebben in tegenstelling tot Nederlandse kentekenplaten een ander lettertype: FE-Schrift, herkenbaar van Duitse kentekenplaten. De kentekenplaten kunnen ook wit zijn met zwarte letters. Hierbij begint het met de letters DF gevolgd door twee letters, drie cijfers en de letter N. DF staat hierbij voor Defensie en de letter N voor Nederland. Indien het voertuig van een Duits militair is dan is de laatste letter een D (Duitsland). |
| BO | Aanhangwagens die afkomstig zijn uit een land waar voor deze aanhangwagens geen afzonderlijk kenteken is vereist en die worden voortbewogen door een in Nederland geregistreerd motorrijtuig |
| CD (met twee cijfers, later drie cijfers, later twee keer twee cijfers)                                     | Buitenlandse diplomaten (Corps Diplomatique). Sinds enkele jaren geleden wordt ook serie 3 gebruikt voor diplomaten van internationale organisaties naast de nu nog steeds lopende serie 1 voor diplomaten die hun vaderland vertegenwoordigen in Nederland (ambassades of permanente vertegenwoordiging). Details van deze kentekens zijn niet verkrijgbaar via RDW. |
| CDJ (met twee, later drie cijfers)                                                                          | Rechters en diplomatieke medewerkers van Internationaal Gerechtshof |
| BN of GN (alleen in serie 1, 2 en 3)                                                                        | Kenteken voor auto's die niet tot het Nederlandse wagenpark behoren. Dit kenteken wordt vaak gebruikt voor buitenlands personeel zonder diplomatieke status van ambassades, consulaten of internationale organisaties. Vaak wordt aangenomen dat deze beginletters staan voor Buitenlander in Nederland of Geen Nederlander. Officieel hebben deze beginletters geen speciale betekenis. De letters worden alleen gevolgd door vier cijfers. - 00-01 - 69-99 voor van belasting vrijgestelde motorvoertuigen mits binnen bepaalde tijd naar buitenland overgebracht - 70-00 - 88-99 voor motorrijtuigen en aanhangwagens van personeel van ambassades en consulaten - 89-00 - 89-99 voor motorrijtuigen in bijzondere gevallen naar oordeel van het Ministerie van Financiën en de RDW - 90-00 - 99-99 voor van belasting vrijgestelde motorvoertuigen niet vallend onder de bepalingen van kentekens met cijferreeks tussen 00-01 en 69-99 |
| FH, HF, HA                                                                                                  | Handelaren (Auto) (*) |
| GV | GrensVerkeer. Landbouwvoertuigen die in Nederland geen kenteken nodig hebben, maar die ook in het buitenland worden gebruikt. Dit kenteken wordt alleen verstrekt als wordt aangetoond dat de eigenaar landbouwgrond in het buitenland (waar een kenteken vereist is) moet bewerken. Kan de eigenaar dat niet aantonen, dan krijgt hij geen kenteken en dan is het dus niet toegestaan met zo'n voertuig een buitenlandse reis te maken. |
| HC | Handelaren (Bromfiets) (*) |
| HH | Nederlandse bromfietsen waarmee in het buitenland werd gereden (is vervallen per 1 november 2006, bij de invoering van het bromfietskenteken, werd zeer zelden gezien) |
| M | Een voormalig oranje Militair kenteken. De code in Romeinse cijfers wijst op het dienstvak, in dit geval cavalerie. De M staat in dit geval voor motorrijwiel. |
| KA, KL t/m KZ en LM, LO, LU, MC (serie 1 en 3); DM (serie 7, 9 en 10)                                       | Militaire voertuigen (KL, KN t/m KZ: Koninklijke Landmacht, KM: Koninklijke Marine, LM: Luchtmacht, KA, KP, KW: voertuig ondersteunende defensieonderdelen zoals vervoersdienst, KV: Koninklijke Marechaussee, MC: Korps Mobiele Colonnes) Bij alle militaire kentekens wordt na serie 1 meteen serie 3 gebruikt in plaats van serie 2. Sinds 2014 worden ook militaire kentekens uit serie 7, 9 en 10 uitgegeven, waarvan de eerste twee letters DM zijn. |
| O | Kentekenplaten voor opleggers beginnen met een O |
| OA | Handelaren (aanhangwagen) (*) |
| RC | Dit is een registratieteken voor NAVO dienstvoertuigen in Nederland. RC staat voor ‘Région Centrale’ en stamt nog uit de tijd vóór 1967 toen het Hoofdkwartier in Frankrijk lag; tegenwoordig heet het Allied Joint Force Command Brunssum. De kentekenplaten waren eerst zwart en kenden de Combinatie RC met 4 cijfers; bij nieuwe versies, die op de huidige Nederlandse kentekenplaten lijken, worden twee koppeltekens gebruikt. |
| ZZ (series 1 en 2)                                                                                          | Voertuigen die een bijzondere toelating van de RDW hebben, meestal boven het maximaal toelaatbare gewicht, experimentele (zoals de Nuna 4) of zeer antieke auto's. De wegbeheerder moet toestemming geven om op zijn weg te rijden. De eerste serie Arnhemse trolleybussen had een aantal jaren de kentekenreeks ZZ-00-01 t/m ZZ-00-36. Ook alle 20 dubbelgelede 25-meterbussen in Utrecht van het vervoerbedrijf Qbuzz dragen ZZ-kentekens, evenals verlengde gelede 21-meterbussen. Vaak wordt aangenomen dat deze beginletters staan voor Zeer Zwaar of Zeer Zeldzaam. Officieel hebben deze beginletters geen speciale betekenis. Op de nieuwste serie kentekenplaten staan de letters ZZ achteraan. Voertuigen met de ZZ-combinatie zijn vrijgesteld van de APK-plicht. |
| A, E, H, K, L, N, P, S, T, V, W of X                                                                        | Voertuigen die voor (kenteken)onderzoek naar plaats van onderzoek moeten rijden. Omdat zo'n kenteken maar een dag geldig is, is een echte kentekenplaat niet nodig: de gebruiker mag zelf een plaat van karton maken. |
| De enkele letter F                                                                                          | Tijdelijk kenteken voor 1 dag |
| De enkele letter Z                                                                                          | Voertuigen die binnen of buiten Nederland worden gebracht |
| W | Aanhangers (boven 750 kg) |
| | Voertuigen die naar het buitenland worden gebracht over de weg. Kentekenplaat wordt pas geleverd als originele kentekenplaat is ingeleverd bij de RDW of exportbedrijf. |
| Uitvoerkentekenplaat                                                                                        | De uitvoerkentekenplaat is wit met zwart opschrift. Men mag hiervoor het bestaande kenteken van het voertuig gebruiken. Het uitvoerkenteken is 14 dagen geldig, maar niet langer dan de APK geldig is. Zonder geldige APK mag men niet met het voertuig op de openbare weg rijden. |

Overige combinaties van letters:
- Voertuigen voor de export: twee groepen van drie letters en cijfers of een combinatie daarvan. Witte plaat met zwart opschrift.

(*) Groene kentekenplaten. Een handelaar mag dit kenteken uitsluitend gebruiken voor een rit die nodig is voor de verzorging van een voertuig, bijvoorbeeld voor een proefrit of om een auto naar de dealer te brengen.

## Eenmalige bijzondere kentekens
Deze soort kentekens worden eenmalig uitgereikt door RDW voor bepaalde diplomatieke evenementen. Er zijn echter unieke kenteken die eenmalig tijdelijke status hebben.
| Letters   | Omschrijving |
| --------- | --- |
| NSS       | Tijdens de Nuclear Security Summit 2014, die op 24 en 25 maart 2014 gehouden werd in Den Haag, werden de voertuigen van delegatieleden voorzien van bijzondere kentekens. Om dit mogelijk te maken werd de Wegenverkeerswet dusdanig aangepast dat het mogelijk werd aan voertuigen die al voorzien waren van een kenteken een tijdelijk kenteken toe te wijzen. Uitgifte en inname van deze kentekens werd door de RDW geregeld. Naar verluidt dienden de bijzondere kentekens om vlaggetjes op de neus van voertuigen te vervangen. Daarvan werd gezegd dat die niet bestand zijn tegen hoge snelheden op de snelweg. Voor de NSS werden kentekens uitgegeven met reguliere afmetingen maar een ander uiterlijk. Het waren witte platen waarop aan de linkerkant een logo van de NSS was afgebeeld, in het midden een combinatie van twee letters dat het land of de organisatie van de delegatie weergeeft en twee cijfers. Aan de rechterkant van de kentekenplaat werd een vlag van het land of de organisatie van de delegatie weergegeven. |
| GCCS 2015 | Op 16 en 17 april 2015 vond in Den Haag de GCCS 2015 (Global Conference on Cyber Space) plaats. Voor deze gelegenheid zijn er 20 auto's met NL GCCS kentekenplaten uitgerust. Geen opvolgende cijfers, allemaal met dezelfde combinatie. Er werd gereden met Audi, BMW en Mercedes-Benz. |
| NL-EU16   | Van 1 januari 2016 t/m 1 juni 2016 was Nederland voorzitter van de Europese Raad. Voor deze gelegenheid waren er auto's voor hoge officiële gasten en ministers met NL-EU16 kentekenplaten uitgerust. Geen opvolgende cijfers, allemaal met dezelfde combinatie. Er werd gereden met Audi, BMW en Mercedes-Benz. |
| NATO      | Tijdens NAVO-top die op 24 en 25 juni 2025 gehouden werd in Den Haag, werden de voertuigen van de delegaties voorzien van bijzondere kentekens met daarop het NAVO-logo. |

## Uitzonderingen

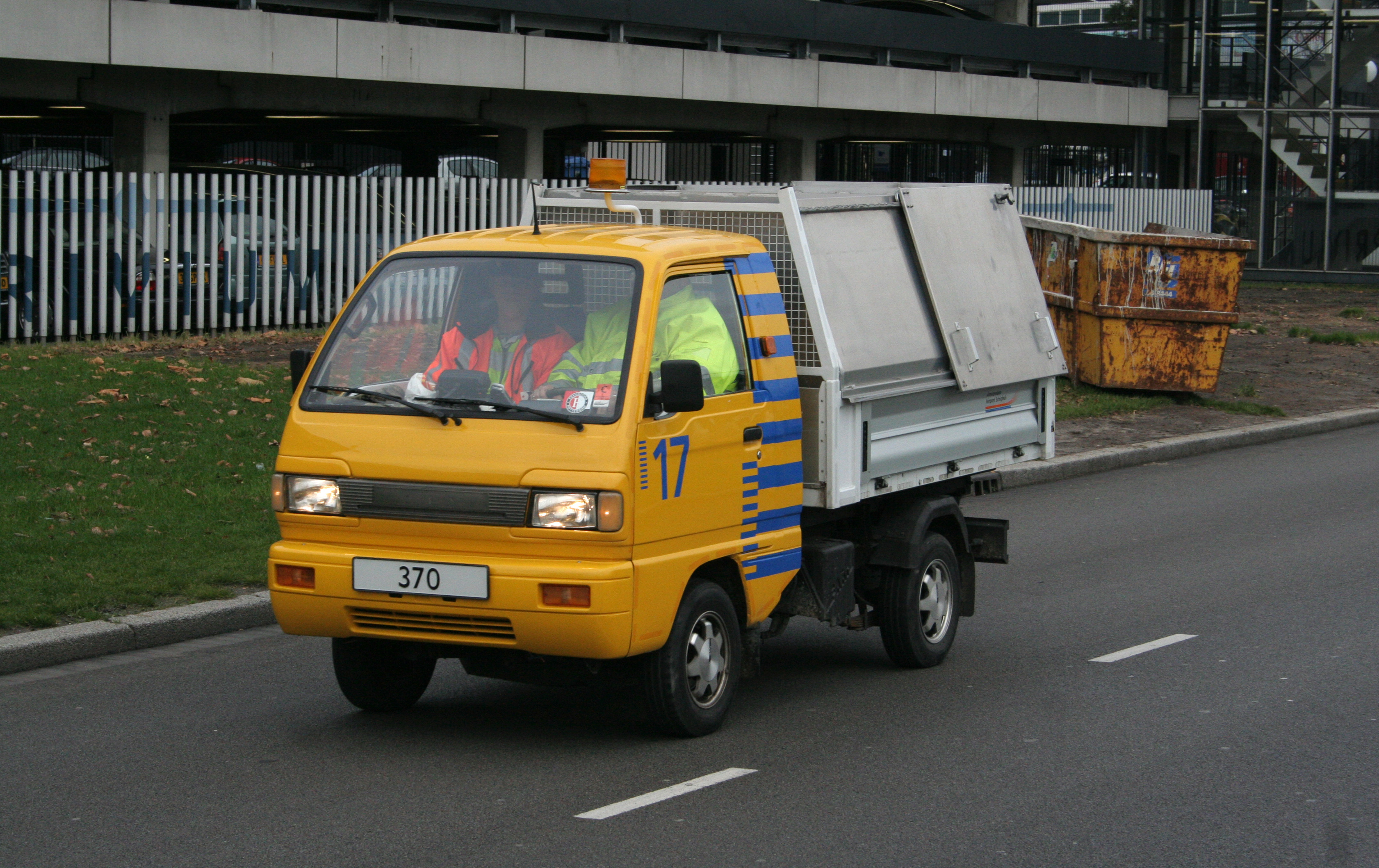
Deze schoonmaakauto rijdt alleen op het terrein van Luchthaven Schiphol en heeft derhalve geen officieel kenteken, maar slechts een wagennummer.

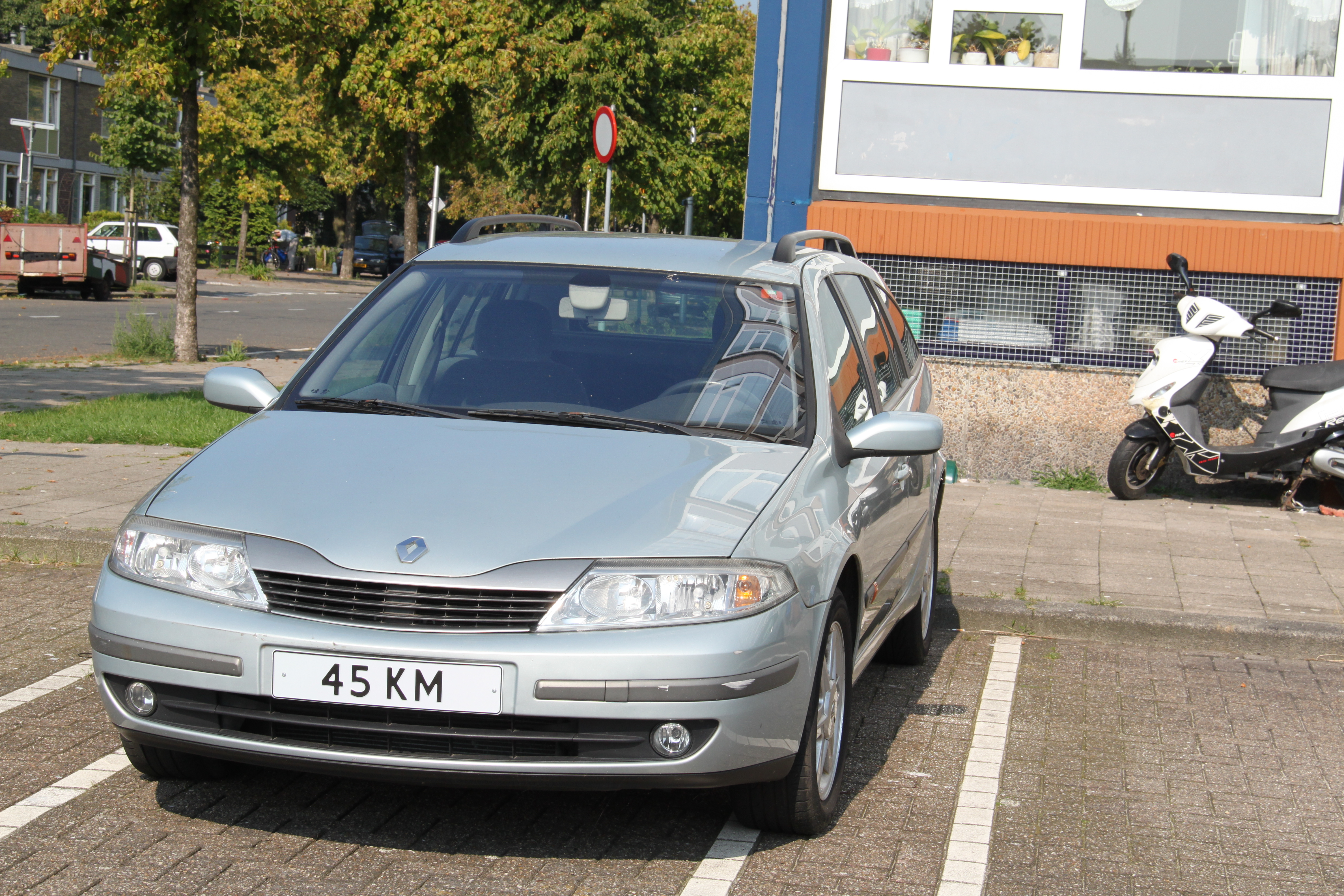
Een tot MMBS teruggekeurde Renault Laguna. Er is geen kentekenplaat aanwezig, ook niet aan de achterzijde.

Kentekens zijn in Nederland meestal verplicht voor voertuigen die zich op de openbare weg begeven. Op Luchthaven Schiphol en andere grote bedrijfsterreinen rijden voertuigen rond zonder kenteken. Tot enkele jaren geleden gold die uitzondering ook voor het eiland Tiengemeten, dat particulier bezit was. Binnen de huidige wetgeving is het toegestaan om een personenauto terug te keuren tot een motorrijtuig met beperkte snelheid (MMBS). Hierdoor is de auto onder meer technisch beperkt tot 45 km/h en er mag niet sneller dan 25 km/h mee worden gereden, maar het voertuig hoeft ook geen kenteken meer te voeren.
Echter, per 1 januari 2021 moeten ze wel een kenteken voeren, beginnend met een T. Er is een overgangsregeling tot 1 januari 2025.

## Soorten[35]

### Gele kentekenplaat voor personenauto's, bedrijfswagens, voertuigen op drie wielen en aanhangwagens boven 750 kg
Deze kentekenplaat is voor personenauto’s, bedrijfswagens, voertuigen op drie wielen (geen bromfiets of motorfiets met zijspan) en voor aanhangwagens met een maximaal toegestane maximum massa boven 750 kg. De maximaal toegestane maximum massa is een optelsom van het gewicht van de lege aanhanger en het gewicht van wat er maximaal in mag worden meegenomen (laadvermogen).
Deze kentekenplaat is geel, met een zwart kader en een blauw vlak met het EU-symbool en het NL-teken.

### Witte kentekenplaat voor aanhangwagens en caravans t/m 750 kg en aanhangsels zoals fietsendragers
Deze kentekenplaat is voor aanhangwagens met een maximaal toegestane maximum massa van minder dan 750 kg en aanhangsels zoals fietsendragers. De maximaal toegestane maximum massa is een optelsom van het gewicht van de lege aanhanger en het gewicht van wat er maximaal in mag worden meegenomen (laadvermogen).
De kentekenplaatfabrikant mag deze kentekenplaat onbeperkt leveren op vertoon van het Voertuigbewijs (Deel IA) van het papieren kentekenbewijs of van het kentekenbewijs op creditcardformaat (ook wel kentekencard genoemd) van het trekkende/voerende voertuig. Voorwerpen die het zicht op een kentekenplaat ontnemen (zoals een fietsdrager of heftruck), moeten ook een witte kentekenplaat hebben.
Deze kentekenplaat is wit, met een zwart kader en zwart opschrift.

### Kentekenplaat voor motorfiets en voertuigen op drie wielen (geen bromfiets)
De zogenoemde motorkentekenplaat is bestemd voor motorfietsen en voertuigen op drie wielen en is voorzien van het EU-symbool met daarin het NL-teken.

### Kentekenplaat voor bromfiets
De bromfietskentekenplaat is voor alle voertuigen die onder de definitie van bromfiets vallen, dus ook bromscooters, brommobielen, fietsen met hulpmotor en elektrische steps.

#### Kentekenplaat voor bromfiets met een maximumsnelheid van 45 km/h
Deze kentekenplaat is geel, met een zwart kader, zwart opschrift en een hologram.

#### Kentekenplaat voor snorfiets met een maximumsnelheid van 25 km/h
Deze kentekenplaat is blauw, met een wit kader, wit opschrift en een hologram.

### Uitvoerkentekenplaat
De uitvoerkentekenplaat is wit met zwart opschrift en bevat het bestaande kenteken van het voertuig.
Het uitvoerkenteken is 14 dagen geldig, maar niet langer dan de APK geldig is. Zonder geldige APK mag het voertuig niet op de openbare weg rijden.

### Transito- of doorvoerkentekenplaat
De transitokentekenplaat is voor kentekenplichtige voertuigen die geen Nederlands kenteken (gehad) hebben en mogen hiermee over de weg door alle landen – in Europa én wereldwijd – rijden.
De kentekenplaat is wit met zwart opschrift. Het kenteken bestaat uit één cijfer gevolgd door twee letters met daarachter een combinatie van drie cijfers en/of letters. De transitokentekenplaat is geldig tot 14 dagen na afgifte van het kenteken.

### Handelaarskentekenplaat
Handelaarskentekenplaten zijn kentekenplaten voor RDW-erkende bedrijven in de voertuigbranche. De handelaarskentekenplaat is lichtgroen met zwart opschrift. Deze platen mogen alleen worden gebruikt voor een rit die nodig is voor de verzorging van het voertuig, bijvoorbeeld een proefrit of om de auto naar een dealer te brengen.

### Taxikentekenplaat
De taxikentekenplaat is lichtblauw met zwart opschrift. Voertuigen die gebruikt worden voor taxivervoer zijn verplicht zulke taxikentekenplaten te voeren.
Deze plaat heeft geen NL-teken en moet dus bij gebruik in het buitenland aangevuld worden met een NL-ovaal.

### Kleine Amerikaanse kentekenplaat (model 18.2)
De kleine zogenoemde Amerikaanse kentekenplaat is uitsluitend bedoeld voor voertuigen waarbij kentekenplaten model 18.2 zijn toegestaan.
Het gaat hier om voertuigen die oorspronkelijk bestemd waren voor de Amerikaanse markt, omdat daar geen ruimte is voor een Europese plaat.
Op een papieren kentekenbewijs staat er op het Voertuigbewijs (Deel IA) bij bijzonderheden ‘model 18.2 toegestaan’.
Bij een kentekenbewijs op creditcardformaat (ook wel kentekencard genoemd), is via de website via de dienst Voertuiggegevens na te gaan of deze kentekenplaten voor het voertuig zijn toegestaan. Bij ‘Bijzonderheden’ onder het kopje ‘Basis’ staat in dat geval code 55: kentekenplaat model 18.2 toegestaan vermeld. Staat dit er niet bij, dan is het niet toegestaan.
Moet het voertuig twee kentekenplaten voeren dan moet het voertuig aan de voor- en achterzijde voorzien zijn van een Amerikaanse kentekenplaat.
Deze plaat heeft geen NL-teken en moet dus bij gebruik in het buitenland aangevuld worden met een NL-ovaal.

### Donkerblauwe kentekenplaat voor historische voertuigen (oldtimers)
De donkerblauwe kentekenplaat is bestemd voor historische voertuigen (personenauto's, bedrijfsauto’s en motoren) met een 'datum eerste toelating' (datum waarop het voertuig in gebruik genomen is) van vóór 1 januari 1978 en waarvan het kentekennummer bestaat uit 2 groepen van 2 cijfers en 1 groep van 2 letters. Voor aanhangwagens boven 750 kg is het voldoende dat het voertuig vóór 1 januari 1978 is toegelaten. Bromfietsen komen niet in aanmerking voor een donkerblauwe kentekenplaat.
Deze plaat heeft geen NL-teken en moet dus bij gebruik in het buitenland aangevuld worden met een NL-ovaal.

## Fietstaxi

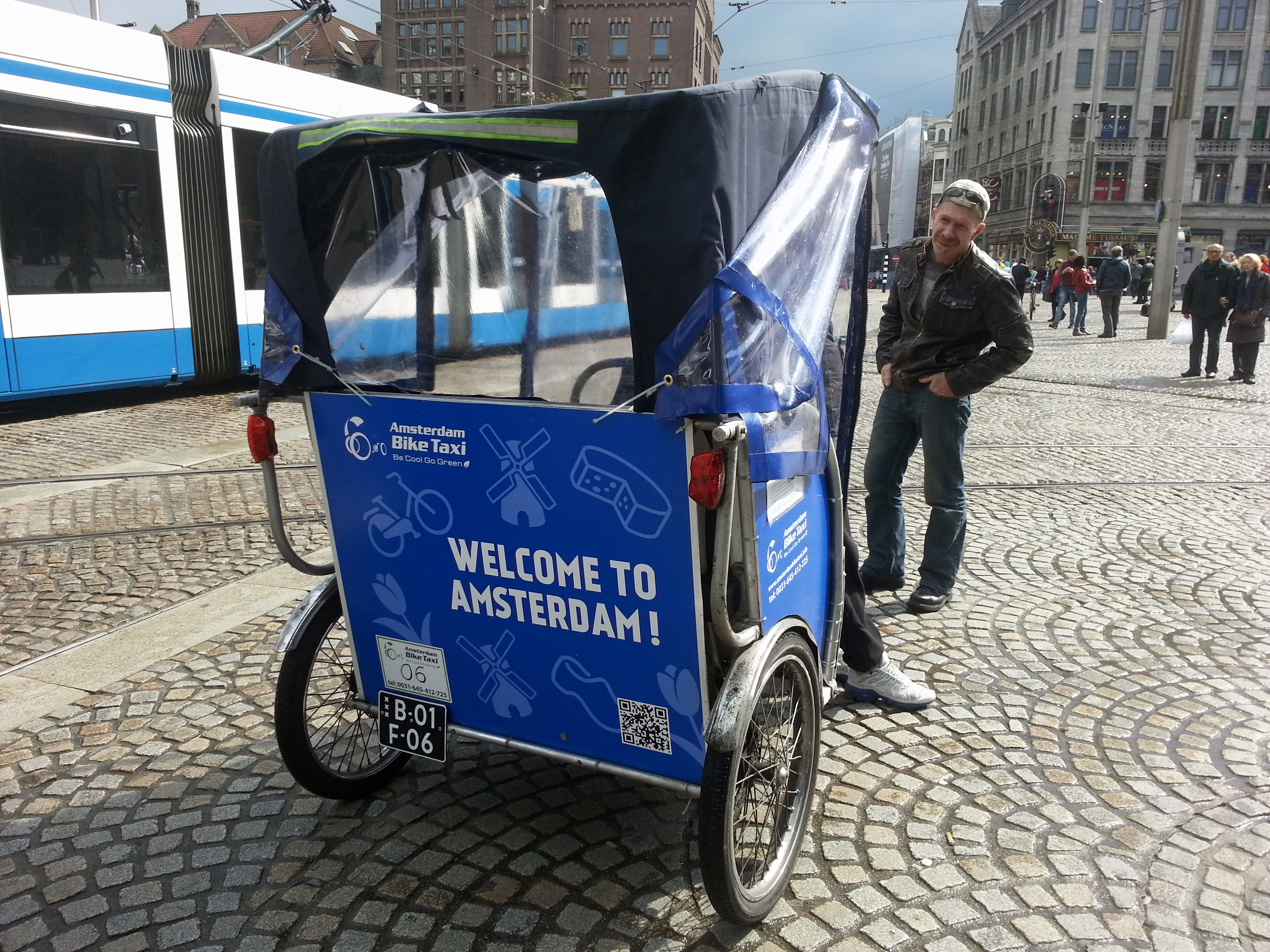
Registratieplaat op een Amsterdamse fietstaxi

Ter voorkoming van wilde fietstaxi's moeten de vergunningplichtige fietstaxi's in Amsterdam voorzien zijn van een witte registratieplaat met donkerblauwe letters. Deze regeling is veranderd op 1 april 2016.

## Afmetingen
| Voertuig                                                                                        | Afmetingen horizontaal×verticaal | Afmetingen horizontaal×verticaal      | NL-teken             | Opmerking |
| ----------------------------------------------------------------------------------------------- | -------------------------------- | ------------------------------------- | -------------------- | --- |
| Auto, vrachtauto, aanhangwagen boven 750 kg                                                     | 520×110 mm (langwerpig)          | 340×210 mm (rechthoekig, twee regels) | alleen op gele plaat | Het rechthoekige model komt vooral voor op bestelwagens. Voorheen ook op Amerikaanse auto's.                        |
| Auto die gefabriceerd is voor de Amerikaanse markt, waar geen ruimte is voor een Europese plaat | 310×110 mm                       |                                       | nee                  | Op een papieren kentekenbewijs staat er op het Voertuigbewijs (Deel IA) bij bijzonderheden “model 18.2 toegestaan”. |
| Aanhangwagen t/m 750 kg, aanhangsel zoals fietsdrager                                           | 520×110 mm (langwerpig)          | 340×210 mm (rechthoekig, twee regels) | nee                  | |
| Motorfiets                                                                                      | 210×143 mm                       |                                       | ja                   | |
| Aanhangwagen achter motorfiets                                                                  | 210×143 mm                       |                                       |                      | |
| Bromfiets, brommobiel                                                                           | 445×105 mm (langwerpig)          | 340×240 mm (rechthoekig)              | nee                  | |
| Snorfiets                                                                                       | 445×105 mm (langwerpig)          | 340×240 mm (rechthoekig)              | nee                  | |
| Brom- of snorfiets die gefabriceerd is voor de Amerikaanse markt                                | 310×110 mm                       |                                       | nee                  | |